# SV Lok Nossen
Der SV Lokomotive Nossen e. V. ist ein deutscher Mehrspartensportverein, der aus ca. 815 Mitgliedern (Stand 3. Quartal 2024) besteht, die auf 14 Abteilungen verteilt sind. Er ist in der sächsischen Stadt Nossen beheimatet und bietet derzeit die Wettkampfsportarten Basketball, Fußball, Kegeln, Ski, Tischtennis und Volleyball sowie für Freizeitsportler Badminton, COC Sportscrew (Kraftsport), Dart, Dance for Fun, Gymnastik, Kara-Ho Kempo, Unihockey und Yoga an.

## Porträt
Als nach dem Ende des Zweiten Weltkriegs alle Sportvereine aufgelöst wurden, konnten in der Sowjetischen Besatzungszone Sportwettkämpfe zunächst nur in locker organisierten Sportgruppen oder Sportgemeinschaften (SG) ausgetragen werden. In diesem Rahmen gründete sich eine SG Nossen. Am 7. Juni 1950 wurde die noch junge SG Nossen in die Betriebssportgemeinschaft (BSG) Deutsche Reichsbahn umstrukturiert. Trägerbetrieb war das Bahnbetriebswerk Nossen. Nach der Gründung von DDR-weiten zentralen Sportvereinigungen führte die BSG ab diesem Zeitpunkt den Namen BSG Lokomotive Nossen. Bei 300 Mitgliedern wurden im Gründungsjahr die Sektionen Fußball, Kegeln, Schach, Schwimmen und Turnen gebildet, später kamen die Sektionen Volleyball (1973) und Skisport (1979) hinzu. Besonders die Sektionen Fußball und Schwimmen waren sehr aktiv, aber auch die Gymnastikgruppen und Turner waren über die Kreisgrenzen hinaus bekannt und ihre Leistungen wurden anerkannt. Die BSG Lok Nossen wurde für die guten Leistungen bei der Erfüllung des Sportplanes im Jahre 1982 und 1985 mit der Ehrenurkunde des Präsidiums des DTSB der DDR, 1984 mit der Urkunde für vorbildliche Leistungen in der Sportstafette 35 zu Ehren des 35. Jahrestages der DDR und 1986 mit der Ehrenurkunde des Präsidiums des DTSB für gute Leistungen in der Sportstafette XI. Parteitag ausgezeichnet. Mit einer Leistung von 9925 „Mach mit!“-Stunden wurde der Muldentalsportplatz von Mai 1970 bis Dezember 1971 rekonstruiert. Die Fußballer spielten überwiegend auf Bezirks- und Kreisebene. Auch in den anderen Sportarten erreichte Lok Nossen kein DDR-weites Niveau.
Als nach der politischen Wende von 1990 in den neuen Bundesländern wieder Sportvereine zugelassen wurden, gründete sich die Betriebssportgemeinschaft Lokomotive Nossen am 8. Juni 1990 in den eingetragenen Verein SV Lokomotive Nossen um. Die Eintragung in das Vereinsregister geschah am 5. Juli 1990. Wie die BSG bot auch der Sportverein mehrere Sportarten an. Am erfolgreichsten entwickelte sich die Abteilung Kegeln, deren 1. Mannschaft bis in die 2. Verbandsliga aufstieg. In den anderen Sportarten war der SV Lok 2015 nur im Bezirks- und Kreisniveau vertreten. Der Fußballabteilung steht der Muldentalsportplatz zur Verfügung, während die anderen Sportarten in verschiedenen Schulsporthallen beheimatet sind. Durch die Ausbildung von U19-Nationalkeeper Markus Schubert erhielt die Abteilung Fußball im August 2016 vom DFB einen Bonus in Höhe von 2.200 € für herausragende Talentförderung.

## Wappen

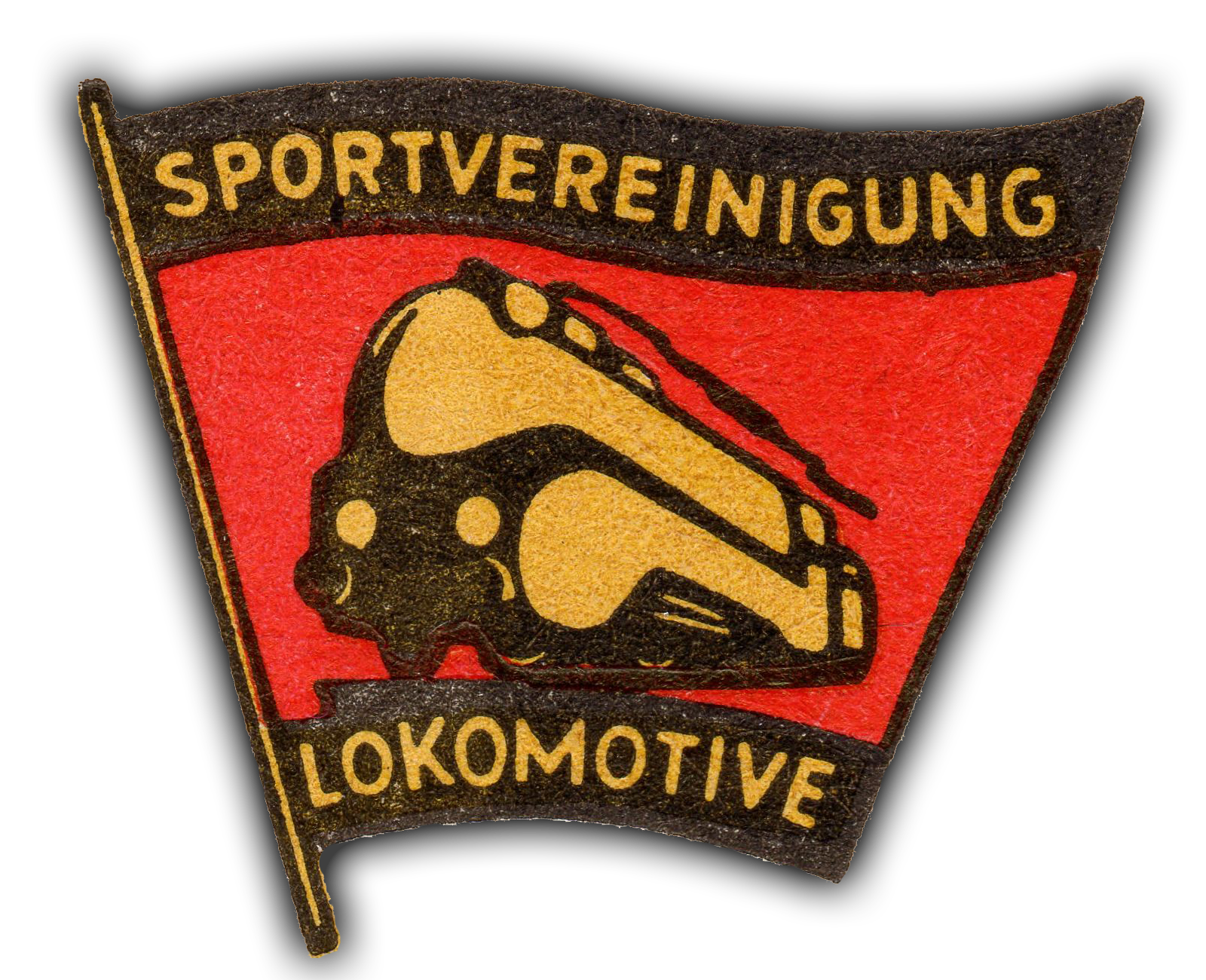
1950–1990
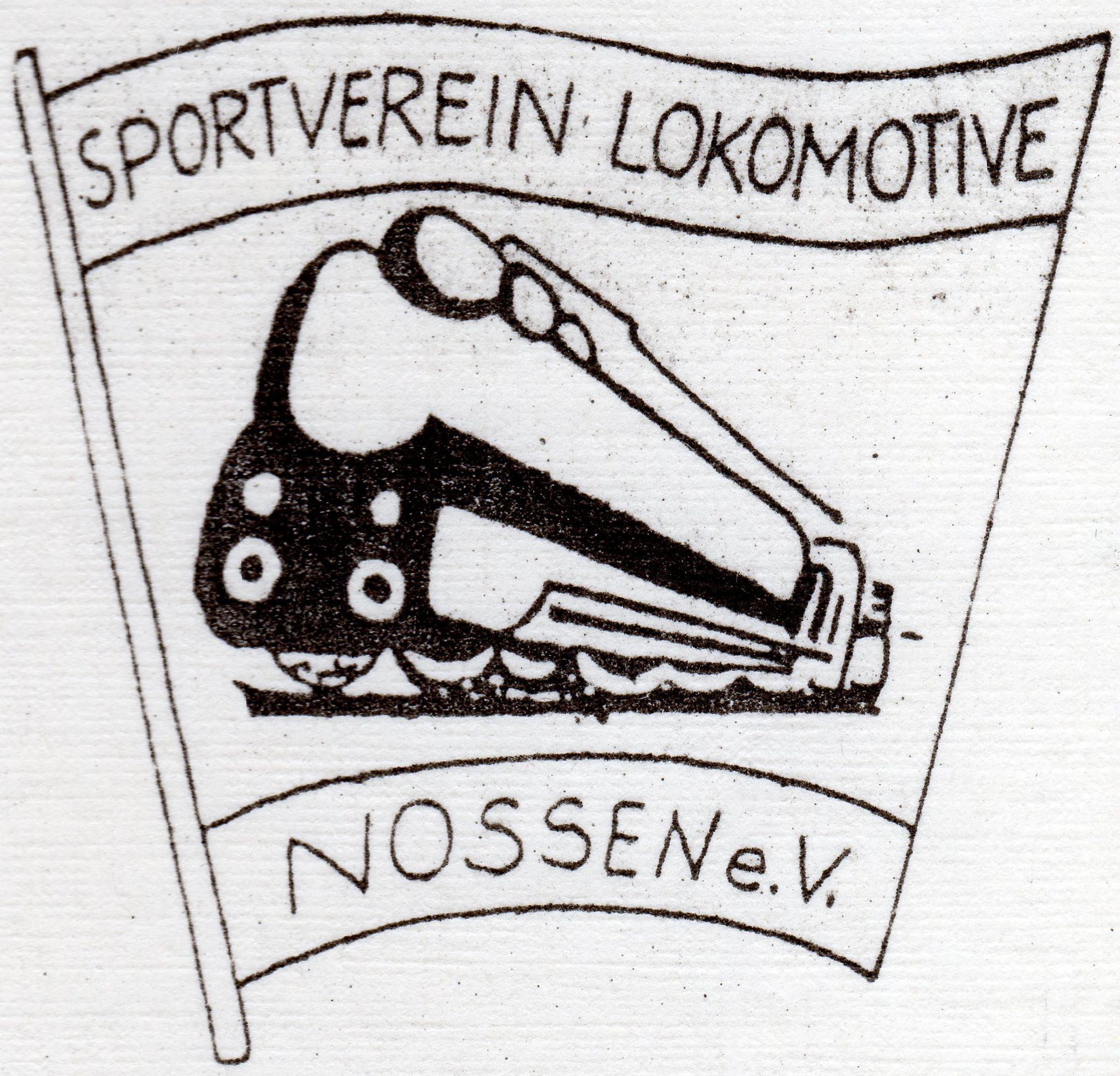
1990–1995
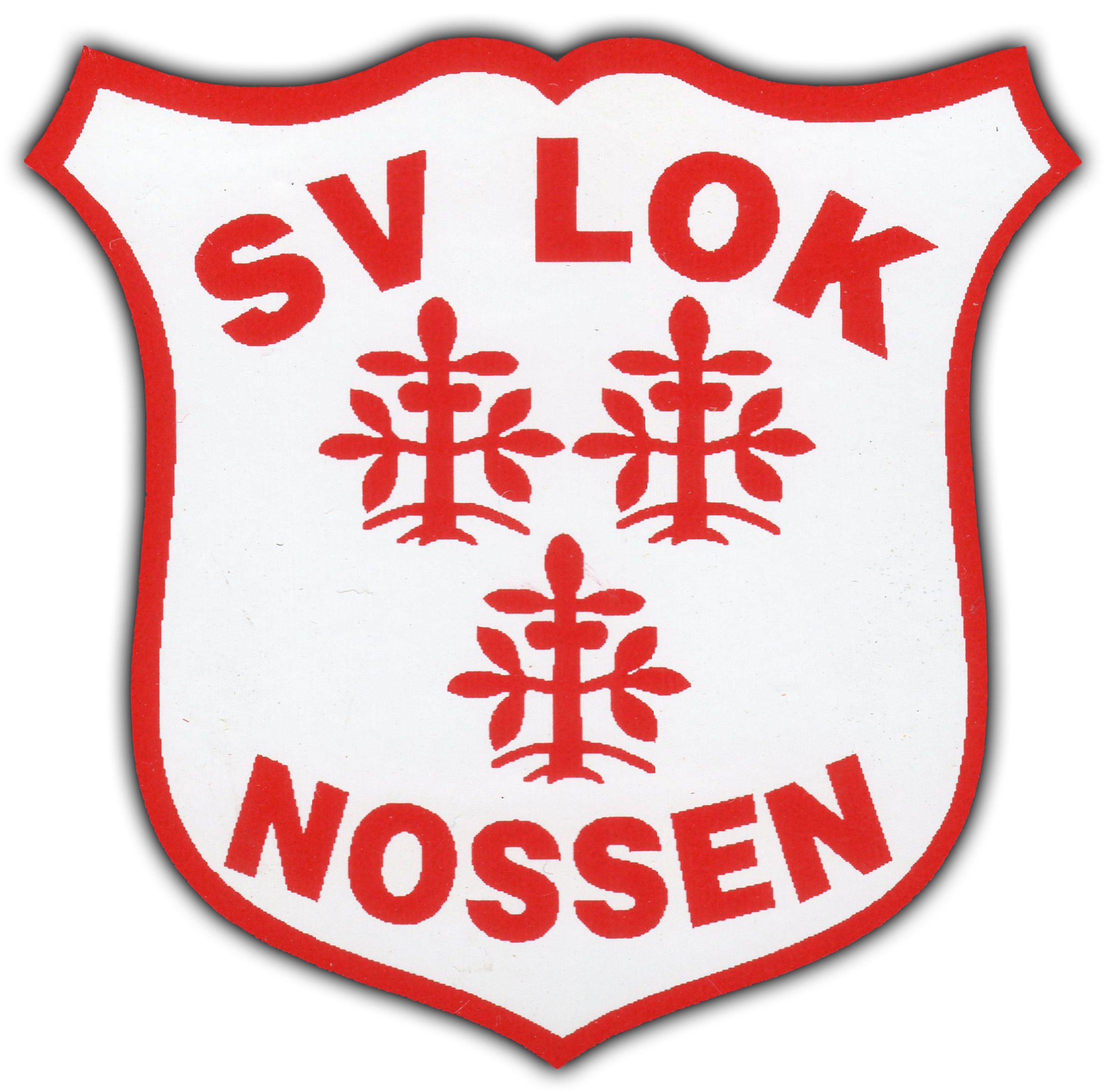
1995–2008
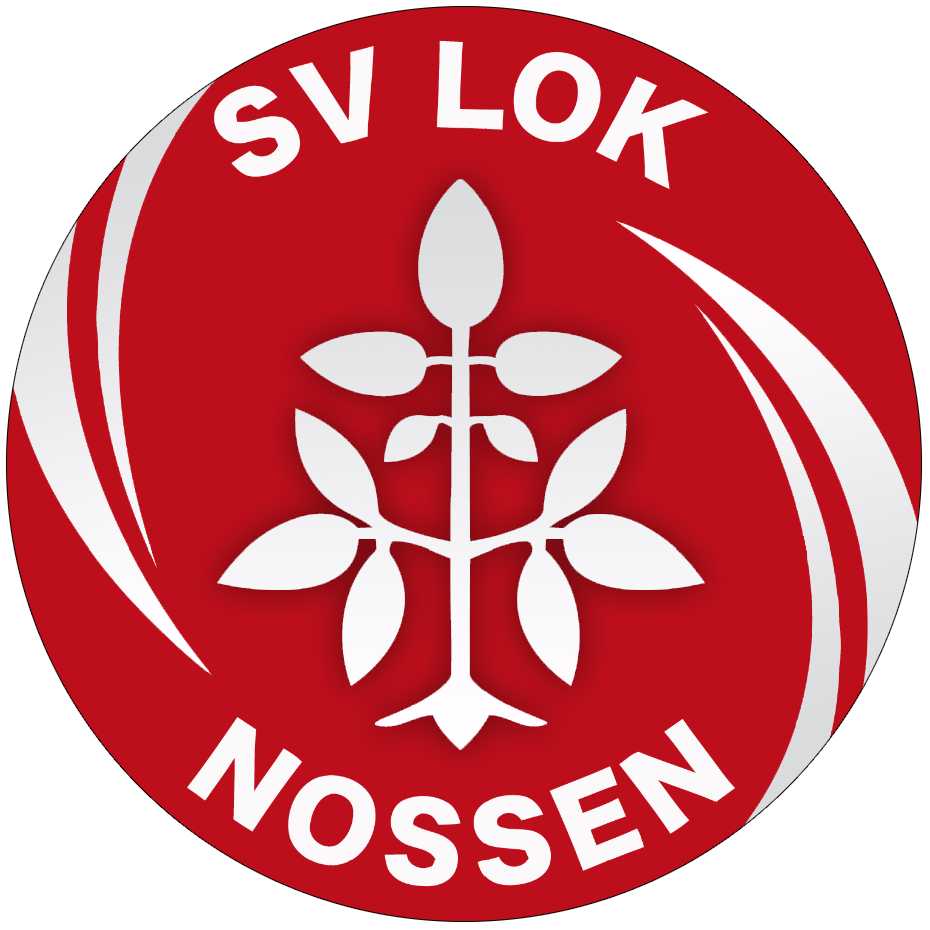
Seit 2008

## Abteilungen (aktiv)

### Basketball
Seit der Gründung der Nossner Sektion im November 1992 wird regelmäßig trainiert. Im Mittelpunkt des Trainings stehen Konditionsaufbau und das Entwickeln schneller Reflexe und Bewegungen. Seit Ende der Neunziger nimmt die Herrenmannschaft am Punktspielbetrieb des Bezirks Dresden teil. Dabei wurden nahezu alle Platzierungen erreicht. Bis heute spielt die Mannschaft, abhängig von den Spielerkadern, im Mittelfeld mit.

### COC Sportscrew
7. April 2007

2007 erfolgte die Gründung der Sportgruppe im Lommatzscher Schützenhaus. Die Anfangsbuchstaben der Gründermitglieder sind symbolisch für das Logo der COC Sportscrew. Hintergrund der Gründung war es, Personen im Türstehergewerbe eine Möglichkeit zu bieten, Kontakte zu knüpfen und sich weiterzubilden. Ein reger Austausch geschah auf sportliche Art und Weise, unabhängig von den eigenen körperlichen und geistigen Voraussetzungen.
2007 – 2008

Trainingsschwerpunkte lagen auf Kraft, Ausdauer, Boxen-Kickboxen, Fixierungstechniken und Entwaffnung. Das Training fand zum Großteil in der Umkleidekabine (15 m²) des Lommatzscher Schützenhauses statt. Trainiert wurde bis zu 2 × die Woche. Anfangs nur von Türstehern genutzt, fand es später auch Zuspruch von Gästen oder anderen Interessenten, was den Trainingsinhalt schnell änderte.
2009

Aufgrund der Nachfrage gab es ein Platzproblem, welches sich durch eine Trainingseinheit von 1,5 Stunden pro Woche in der Sporthalle Zehren recht schnell lösen ließ. Trainiert wurde immer noch an zwei Tagen in der Woche, nun aber aufgesplittet auf ein reguläres Training für alle Teilnehmer und ein gesondertes für die Interessenten aus dem Türsteherbereich. Da dieser aber rückläufig war und eher unregelmäßig besucht wurde, waren die Kosten für die Hallenmiete in Zehren und die Kabine im Lommatzscher Schützenhaus nicht mehr tragbar. Auf der Suche nach einer geeigneten Möglichkeit für unsere Zwecke wurden wir in Nossen in der Fabrikstraße 4, bei Heizungsbau Liebe, schnell fündig. Wir konnten Ende 2009 in der unteren Etage zwischen Hasenausstellung und Familienfeiern unser Training fortsetzen. Trainiert wurde speziell im Kraft-Ausdauer-Bereich mit kleineren Kampfsportelementen in Richtung Selbstverteidigung. Da nun auch kein Platzproblem mehr vorhanden war, kamen schnell Ausrüstungsgegenstände wie Matten, Boxsack, Hantelbank, diverse Kleingeräte usw. dazu.
2010 – 2014

Durch das festlegen des Trainingsbereiches und rumsprechen durch Mundpropaganda fanden eine Vielzahl neuer Interessenten zu uns. Es bot sich die Gelegenheit im Hause der Fabrikhalle von Firma Liebe in der oberen Etage auf 200 m² die Trainingsstätte zu erweitern, um die Effektivität und das Trainingsniveau zu verbessern. Die Trainingszeiten wurden im Laufe der Zeit den Mitgliedern auf vier Tage die Woche mit festgesetzten Zeiten angepasst. Dadurch konnten wir ein familiäres aber dennoch für alle machbares Training gestalten. Trainiert wurde in allen Bereichen des Kampf- und Kraftsports, wobei sich der Großteil der Mitglieder beim Fithalten durchs Gerätetraining wiederfand. Die Selbstverteidigung fand bei einigen Mitgliedern ihren Zuspruch und wurde mit Elementen aus dem Bodenkampf etwas ausgebaut. Beachtung hierbei lag immer darin, kein Kampfsport- oder Kunstsystem zu bevorzugen, sondern um Möglichkeiten aufzuzeigen oder Sichtweisen zu erweitern.
2015 – 2017

Die Sportgruppe erarbeitet sich ein Logo und legte ein öffentliches Erscheinungsbild fest. Dieses findet sich in den sozialen Netzwerken wie Facebook, Instagram und WhatsApp durch verschiedene Gruppen wieder. Dieses fand Zuspruch und wurde von den Mitgliedern angenommen. Durch das immer größer werden der Sportgruppe selbst und den damit verbundenen Aufgaben bot es sich Ende 2016 an, sich in den SV Lok Nossen als Abteilung eingliedern zu lassen. Dadurch können wir den Mitgliedern noch bessere sportliche Möglichkeiten bieten und das Niveau etwas heben.
So entwickelte sich die Sportgruppe in alle erdenklichen Richtungen weiter, vom Kampfsport über Kraftsport bis hin zu Fitness und Modesport. Ziel war es dann, für alle Interessenten Möglichkeiten in Form von Geräten und Wissen zu schaffen, damit sie sich selbst und ihre Sportart finden oder sich bei ihren Sportarten verbessern können. Ergebnis hiervon sind dann Mitglieder, die aus anderen Sportarten kommen, um über den Tellerrand zu schauen oder einfach einen Ausgleichssport machen wollen. Die Zielgruppe erstreckt sich weiter über Sportler, die sich fit halten wollen, ohne großes Fitnessstudio. Interessenten an realer Selbstverteidigung, die Hausfrau und Mutter, der Schichtarbeiter, die Schüler und Auszubildenden mit wenig Zeit runden das Spektrum der Teilnehmer ab. Einfach gesagt, bieten wir allen, die gerne etwas Sportliches machen würden, sich aber nicht auf eine Sportart festlegen möchten, aber gerne mit anderen trainieren, zu finanziell günstigen Konditionen alternativen zu herkömmlichen Sportarten an. Durch diesen schnellen Wachstum bietet die anfangs relativ kleine Gruppe innerhalb von ein paar Jahren viele unterschiedliche Trainingsmöglichkeiten durch ausrangierte Geräte, manches selbstgebaut und einiges gekauft. Vom Sandsack, Hometrainern, Hantelbänken, Krafttürmen, Tischtennisplatte, Wooden Dummy, Octacon, Poledance-Stange bis hin zu diversen Kleingeräten ist für jeden etwas dabei.

### Dart

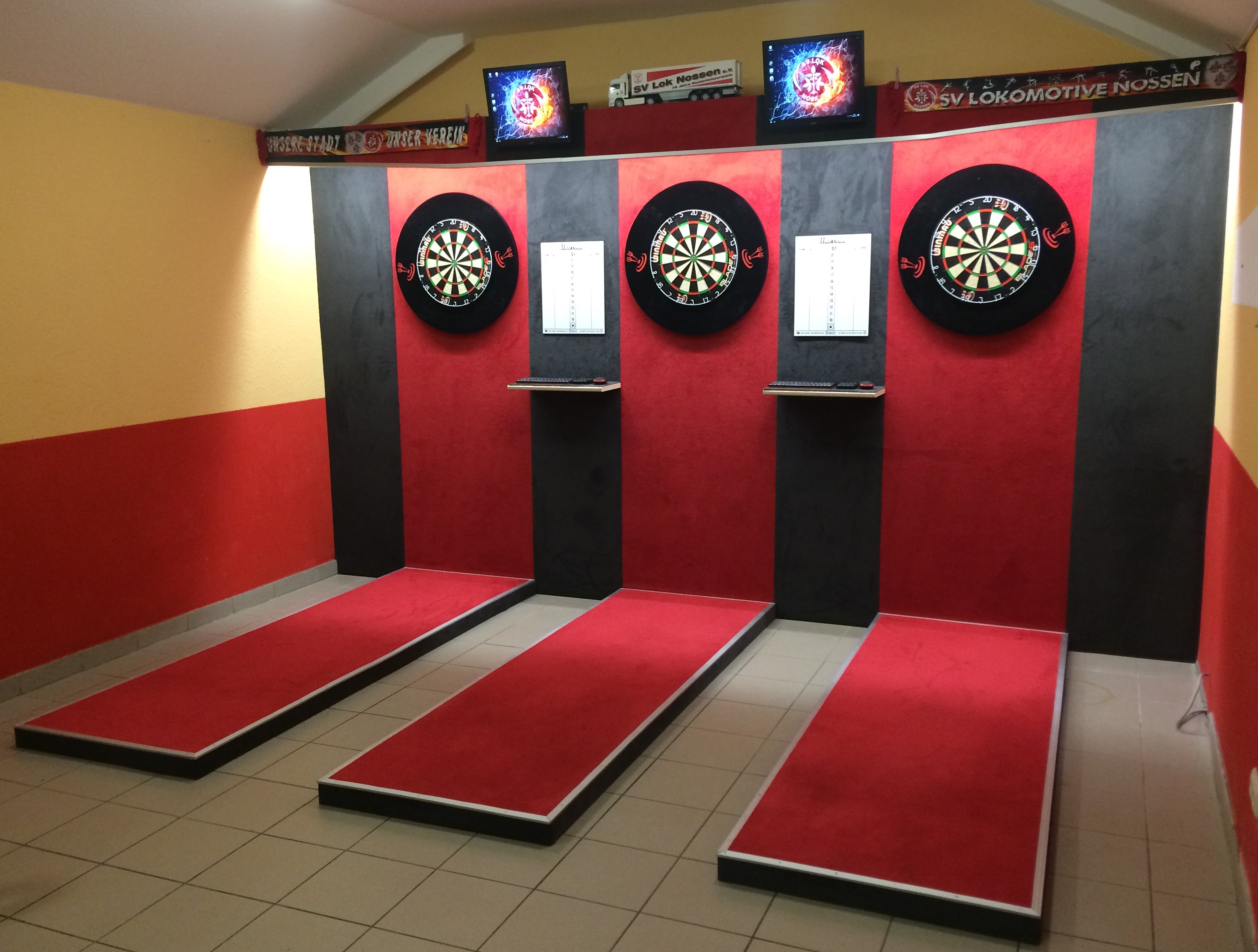
2017 neu errichtete Anlage auf dem Muldentalsportplatz

Die Sportart Dart ist seit vielen Jahren in England sehr populär und wird mit Begeisterung verfolgt. In der jüngeren Vergangenheit ist diese Begeisterung auch nach Deutschland vorgedrungen. Leider ist die Dart-Szene in Sachsen noch nicht sehr ausgeprägt, wodurch die Möglichkeit, sich und sein Können bei Turnieren oder im Verein unter Beweis zu stellen, sehr gering ist.
Diese Tatsache hat ein paar Nossener Dart-Begeisterte auf die Idee gebracht, den Dart-Sport Teil des SV Lok Nossen werden zu lassen. Als erstes musste geklärt werden, ob es genügend Interessenten in Nossen und Umgebung gibt, die Darts gern aktiv betreiben möchten. Einem Aufruf im Sommer 2017 sind innerhalb kürzester Zeit zahlreiche Interessenten gefolgt, mit denen am 20. September 2017 eine Interessentenversammlung abgehalten und der Grundstein für die neue Abteilung gelegt wurde.
Seit dem 1. November 2017 wird die Abteilung offiziell im SV Lok Nossen e. V. als aktiv geführt. Das jüngste Gründungsmitglied war 9 Jahre alt. Die erste Mitgliederversammlung fand am 11. November 2017 statt, bei der Nancy Kaufmann einstimmig gewählt wurde und somit die erste Abteilungsleiterin des Dartsports in Nossen ist.
Als Trainings- und Wettkampfstätte dient die Gaststätte auf dem Muldentalsportplatz Nossen. Durch viel Planung, Motivation, Eigenleistung, Eigenmittel der Mitglieder sowie Unterstützung vom Verein und Sponsoren entstand eine zeigenswerte Anlage, die jedem Dart-Spieler optimale Trainingsbedingungen bietet.
Die Abteilung bietet jedem eine Plattform. Das Niveau reicht vom Hobby- bis zum Ligaspieler. In den ersten Wochen nach Gründung der Abteilung wurde nur der regelmäßige Trainingsbetrieb durchgeführt. Es zeichnete sich allerdings sehr schnell ab, dass die Leistungen der Spieler sich stetig steigern und ein Vergleich zu anderen, nicht vereinsangehörigen Spielern angestrebt wird. Daraufhin wurde der Kontakt zu verschiedenen Dartverbänden in der Umgebung aufgenommen und die Möglichkeiten eines Spielbetriebes abgeklärt. Mit dem Regionaldartverband Dresden konnte man sich auf die Teilnahme am Ligabetrieb 2018 einigen, allerdings noch außer der Wertung. Dieses Probejahr soll den Spielern des SV Lok Nossen die Möglichkeit geben, erbrachte Leistungen im Training mit denen in einer Wettkampfsituation zu vergleichen. Außerdem erhält man auf diese Weise einen Einblick in den Ablauf des aktiven Ligabetriebes. Für die nächste Saison ist dann eine aktive Teilnahme am Spielbetrieb geplant.

### Fußball

#### 1945 bis 1990
Die nach dem Zweiten Weltkrieg gegründete SG Nossen nahm an den Fußballmeisterschaften des Landkreises Döbeln teil und wurde 1949 Kreismeister. Damit qualifizierte sie sich für die drittklassige Bezirksklasse Dresden. In der folgenden Saison musste man aufgrund einer Ligenreform in Sachsen wieder absteigen. 1950 qualifizierte sich die nun in BSG Lokomotive Nossen umbenannte Mannschaft für den DDR-weiten Fußballpokal-Wettbewerb (FDGB-Pokal). In der 1. Hauptrunde traf Nossen auf den thüringischen Drittligisten ZSG Neustadt/Orla und verlor das Auswärtsspiel mit 1:5.
Infolge der Abschaffung der Länder in der DDR 1952 musste der DDR-Fußball eine Ligenreform durchführen und die BSG Lok Nossen fand sich 1952/53 in der Kreisklasse Meißen (6. Liga) wieder. Sie wurde Kreismeister und stieg in die Bezirksklasse Dresden auf, wo sie sich 1953/54 jedoch nur eine Spielzeit lang halten konnte. Erst 1959 gelang die Rückkehr in die Bezirksklasse, die bis 1963 durch die Einführung der II. DDR-Liga 6. Liga war. Bis 1977 war die BSG Lok Nossen ständiges Mitglied der Bezirksklasse, erreichte 1965 und 1967 Platz eins in ihrer Staffel, konnte sich in den Aufstiegsrunden aber nicht durchsetzen. 1977 erfolgte der Abstieg in die Kreisklasse, ohne dass der BSG noch einmal der Aufstieg gelang.

#### 1990er Jahre
Die 1990er Jahre bestritt Nossen als Fahrstuhlmannschaft. 1991/92 gelang der Aufstieg in die Bezirksklasse Dresden, die zwei Spielzeiten gehalten werden konnte. Danach stieg die Mannschaft in die 1. Kreisklasse ab. Durch Platz eins in der Saison 1996/97 konnte diese nach drei Jahren verlassen werden. In der darauffolgenden Saison gelang den Muldenstädtern als Aufsteiger der direkte Durchmarsch in der Kreisliga A und stieg erneut in die Bezirksklasse Dresden auf, aus der man als Tabellenletzter wieder abstieg. Mit dem direkten Wiederaufstieg aus der Kreisliga A und dem Gewinn des Kreispokales gelang 1999/00 das klassische Double.

#### 2000er Jahre
Die 2000er begannen mit dem Abstieg aus der Bezirksklasse Dresden (2000/01). In den folgenden 12 Jahren spielte Nossen im oberen Drittel der Kreisliga A ohne Aussicht auf den Aufstieg.

#### 2010er Jahre
In der Sommerpause 2013 wurde im Landkreis Meißen eine Ligenreform durchgeführt. Aus diesem Grund war in der Saison 2012/13 eine Platzierung unter den ersten sechs Plätzen erforderlich, um in der Folgesaison in der Kreisliga A zu spielen. Am Ende belegte Lok Nossen den 7. Rang und stieg somit in die 1. Kreisklasse ab. In der folgenden Saison erfolgte der direkte Wiederaufstieg. Als Aufsteiger gelang den Nossnern, wie schon 1997/98, der direkte Durchmarsch in der Kreisliga A und stieg am Ende in die Kreisoberliga Meißen (achthöchste Spielklasse) auf. Es gelang eine saisonübergreifende Serie von 26 Punktspielen ohne Niederlage. Trotz des letzten Tabellenplatzes (2015/16) ist Nossen in der Liga verblieben, da der FV Gröditz 1911 seine zweite Mannschaft aus der Kreisoberliga zurückgezogen hat. 2016/17 belegte die Mannschaft wieder den letzten Tabellenrang und stieg in die Kreisliga ab. In der darauffolgenden Sommerpause wurde der Kader durch eigenen Nachwuchs stark verjüngt. Nach einer durchwachsenen Saison endete die Spielzeit 2017/18 mit dem 9. Tabellenplatz.

#### Meisterschaftsergebnisse
| Saison  | SK | Liga                        | Platz (von) | Tore  | Punkte |
| 1953/54 | 4  | Bezirksklasse Dresden, West | 12 (12)     | 14:79 | 5:33   |

| Saison                                                      | SK | Liga                             | Platz (von) | Tore  | Punkte |
| 1960/61                                                     | 4  | Bezirksklasse Dresden, Staffel 5 | 7 (12)      | 50:48 | 25:19  |
| 1961/62                                                     | 4  | Bezirksklasse Dresden, Staffel 4 | 5 (14)      | 92:72 | 46:32  |
| 1962/63                                                     | 4  | Bezirksklasse Dresden, Staffel 4 | 5 (13)      | 44:41 | 28:20  |
| 1963/64                                                     | 4  | Bezirksklasse Dresden, Staffel 6 | 2 (12)      | 43:34 | 27:17  |
| 1964/65*                                                    | 4  | Bezirksklasse Dresden, Staffel 6 | 1 (12)      | 67:28 | 35:9   |
| 1965/66                                                     | 4  | Bezirksklasse Dresden, Staffel 6 | 2 (12)      | 46:35 | 27:17  |
| 1966/67*                                                    | 4  | Bezirksklasse Dresden, Staffel 6 | 1 (12)      | 48:29 | 30:14  |
| 1967/68                                                     | 4  | Bezirksklasse Dresden, Staffel 6 | 4 (12)      | 39:25 | 25:19  |
| 1968/69                                                     | 4  | Bezirksklasse Dresden, Staffel 6 | 10 (12)     | 29:44 | 15:29  |
| 1969/70                                                     | 4  | Bezirksklasse Dresden, Staffel 6 | 6 (12)      | 43:33 | 22:22  |
| * jeweils in der Aufstiegsrunde zur Bezirksliga gescheitert |    |                                  |             |       |        |

| Saison  | SK | Liga                             | Platz (von) | Tore  | Punkte |
| 1970/71 | 4  | Bezirksklasse Dresden, Staffel 5 | 10 (14)     | 45:46 | 25:27  |
| 1971/72 | 4  | Bezirksklasse Dresden, Staffel 4 | 10 (16)     | 49:50 | 28:32  |
| 1972/73 | 4  | Bezirksklasse Dresden, Staffel 4 | 6 (16)      | 47:38 | 34:26  |
| 1973/74 | 4  | Bezirksklasse Dresden, Staffel 4 | 11 (16)     | 35:42 | 27:33  |
| 1974/75 | 4  | Bezirksklasse Dresden, Staffel 4 | 9 (16)      | 31:47 | 27:33  |
| 1975/76 | 4  | Bezirksklasse Dresden, Staffel 4 | 14 (16)     | 35:61 | 21:39  |
| 1976/77 | 4  | Bezirksklasse Dresden, Staffel 4 | 16 (16)     | 28:81 | 12:48  |

| Saison       | SK | Liga                             | Platz (von) | S  | U | N  | Tore  | Punkte |
| 1991/92      | 8  | 1. Kreisklasse                   | 1 (11)      |    |   |    | 44:13 | 31:9   |
| 1992/93      | 7  | Bezirksklasse Dresden, Staffel 4 | 9 (14)      | 7  | 8 | 11 | 28:35 | 22:30  |
| 1993/94      | 7  | Bezirksklasse Dresden, Staffel 4 | 14 (14)     | 3  | 8 | 15 | 26:51 | 14:38  |
| 1994/95      | 8  | 1. Kreisklasse                   | 3 (12)      | 13 | 5 | 4  | 52:23 | 31:13  |
| 1995/96      | 8  | 1. Kreisklasse                   | 2 (12)      | 16 | 3 | 3  | 51:15 | 51     |
| 1996/97*     | 8  | 1. Kreisklasse                   | 1 (14)      | 19 | 6 | 1  | 55:13 | 63     |
| 1997/98      | 8  | Kreisliga A                      | 1 (14)      |    |   |    | 58:18 | 64     |
| 1998/99      | 7  | Bezirksklasse Dresden, Staffel 4 | 16 (16)     | 6  | 6 | 18 | 39:80 | 24     |
| 1999/00      | 8  | Kreisliga A                      | 1 (13)      | 19 | 3 | 2  | 61:13 | 60     |
| * Ligareform |    |                                  |             |    |   |    |       |        |

| Saison                                    | SK | Liga                             | Platz (von) | S  | U | N  | Tore  | Punkte |
| 2000/01                                   | 7  | Bezirksklasse Dresden, Staffel 4 | 15 (16)     | 4  | 5 | 21 | 38:80 | 17     |
| 2001/02                                   | 8  | Kreisliga A                      | 3 (14)      | 12 | 8 | 6  | 50:34 | 44     |
| 2002/03                                   | 8  | Kreisliga A                      | 5 (14)      | 12 | 7 | 5  | 58:37 | 43     |
| 2003/04                                   | 8  | Kreisliga A                      | 8 (13)      | 7  | 5 | 12 | 47:54 | 26     |
| 2004/05                                   | 8  | Kreisliga A                      | 7 (14)      | 10 | 5 | 11 | 47:59 | 35     |
| 2005/06                                   | 8  | Kreisliga A                      | 6 (13)      | 13 | 2 | 9  | 61:49 | 41     |
| 2006/07                                   | 8  | Kreisliga A                      | 4 (14)      | 16 | 5 | 5  | 49:31 | 53     |
| 2007/08                                   | 8  | Kreisliga A                      | 4 (14)      | 15 | 4 | 7  | 64:33 | 49     |
| 2008/09*                                  | 9  | Kreisliga A                      | 4 (14)      | 13 | 4 | 7  | 65:39 | 43     |
| 2009/10                                   | 9  | Kreisliga A                      | 7 (14)      | 12 | 4 | 10 | 67:52 | 40     |
| * Ligareform – Einführung 3. Fußball-Liga |    |                                  |             |    |   |    |       |        |

| Saison       | SK | Liga                    | Platz (von) | S  | U | N  | Tore   | Punkte |
| 2010/11      | 9  | Kreisliga A Staffel Ost | 6 (12)      | 12 | 1 | 9  | 50:54  | 37     |
| 2011/12      | 9  | Kreisliga A Staffel Ost | 3 (14)      | 15 | 5 | 6  | 84:49  | 50     |
| 2012/13*     | 9  | Kreisliga A Staffel Ost | 7 (13)      | 11 | 4 | 9  | 55:47  | 37     |
| 2013/14      | 10 | 1. Kreisklasse          | 1 (12)      | 19 | 2 | 1  | 89:13  | 59     |
| 2014/15      | 9  | Kreisliga A             | 1 (14)      | 19 | 2 | 5  | 77:38  | 59     |
| 2015/16      | 8  | Kreisoberliga           | 14 (14)     | 4  | 2 | 20 | 29:80  | 14     |
| 2016/17      | 8  | Kreisoberliga           | 14 (14)     | 2  | 1 | 23 | 24:133 | 7      |
| 2017/18      | 9  | Kreisliga A             | 9 (13)      | 6  | 4 | 14 | 39:69  | 22     |
| 2018/19      | 9  | Kreisliga A             | 11 (12)     | 4  | 2 | 16 | 33:71  | 14     |
| 2019/20      | 9  | Kreisliga A             | 12 (13)     | 2  | 2 | 9  | 19:36  | 8      |
| * Ligareform |    |                         |             |    |   |    |        |        |

| Saison  | SK | Liga           | Platz (von) | S | U | N  | Tore   | Punkte |
| 2020/21 | 9  | Kreisliga A    | 6 (13)      | 3 | 2 | 2  | 15:19  | 11     |
| 2021/22 | 9  | Kreisliga A    | 7 (12)      | 5 | 5 | 6  | 32:32  | 20     |
| 2022/23 | 9  | Kreisliga A    | 13 (14)     | 6 | 3 | 17 | 35:62  | 21     |
| 2023/24 | 9  | Kreisliga A    | 14 (14)     | 3 | 1 | 22 | 26:104 | 10     |
| 2024/25 | 10 | 1. Kreisklasse |             |   |   |    |        |        |

Legende:
 ↓ abgestiegen
 ↑ aufgestiegen
 Kreisoberliga, Kreisliga & Kreisklasse im Landkreis Meissen

#### Pokalergebnisse
| Saison  | Wettbewerb | Runde    | Gegner            | Ergebnis |
| 1949/50 | FDGB-Pokal | 1. Runde | ZSG Neustadt/Orla | 1:5      |

| Saison  | Wettbewerb           | Runde              | Gegner                     | Ergebnis  |
| 1993/94 | Bezirkspokal Dresden | 1. Runde           | Rotation Dresden           | 1:4       |
| 1994/95 | Bezirkspokal Dresden | Ausscheidungsrunde | Dresdner SC 1898 II        | 0:2       |
| 1994/95 | Kreispokal Meißen    | 1. Runde           | SpVgg Grün-Weiß Coswig II  | 6:1       |
| 1994/95 | Kreispokal Meißen    | Viertelfinale      | Lommatzscher SV            | 1:0       |
| 1994/95 | Kreispokal Meißen    | Halbfinale         | Fortuna Leuben             | 6:0       |
| 1994/95 | Kreispokal Meißen    | Finale             | SV Fortschritt Meißen-West | 4:3 n. E. |

| Saison  | Wettbewerb           | Runde              | Gegner                        | Ergebnis  |
| 2000/01 | Bezirkspokal Dresden | Ausscheidungsrunde | SG Frankenthal                | 4:0       |
| 2000/01 | Bezirkspokal Dresden | 1. Runde           | Großenhainer FV               | 0:6       |
| 2004/05 | Kreispokal Meißen    | 1. Runde           | SV Fortschritt Meißen-West II | 5:0       |
| 2004/05 | Kreispokal Meißen    | 2. Runde           | 1. FC Radebeul                | 1:2       |
| 2005/06 | Kreispokal Meißen    | 1. Runde           | TSV Reichenberg II            | 1:3       |
| 2006/07 | Kreispokal Meißen    | 1. Runde           | Lommatzscher SV II            | 4:0       |
| 2006/07 | Kreispokal Meißen    | 2. Runde           | SG Miltitz                    | 6:0       |
| 2006/07 | Kreispokal Meißen    | Viertelfinale      | TuS Coswig                    | 3:0       |
| 2006/07 | Kreispokal Meißen    | Halbfinale         | SV Fortschritt Meißen-West II | 2:4       |
| 2007/08 | Kreispokal Meißen    | 1. Runde           | TuS Coswig                    | 2:1       |
| 2007/08 | Kreispokal Meißen    | 2. Runde           | LSV Barnitz                   | 5:2       |
| 2007/08 | Kreispokal Meißen    | Viertelfinale      | SV Fortschritt Meißen-West    | 1:4       |
| 2008/09 | Kreispokal Meißen    | 1. Runde           | TuS Coswig II                 | 15:1      |
| 2008/09 | Kreispokal Meißen    | 2. Runde           | Weistropper SV                | 9:2       |
| 2008/09 | Kreispokal Meißen    | Viertelfinale      | TSV Garsebach                 | 3:5 n. E. |
| 2009/10 | Kreispokal Meißen    | 1. Runde           | TuS Coswig 1.                 | 4:0       |
| 2009/10 | Kreispokal Meißen    | 2. Runde           | SV Motor Sörnewitz 1.         | 18:0      |
| 2009/10 | Kreispokal Meißen    | Viertelfinale      | Berbisdorfer SV 1.            | 2:5       |

| Saison  | Wettbewerb        | Runde              | Gegner                           | Ergebnis  |
| 2010/11 | Kreispokal Meißen | 1. Runde           | SV Traktor Kalkreuth             | 3:2       |
| 2010/11 | Kreispokal Meißen | 2. Runde           | SV Lampertswalde II              | 4:0       |
| 2010/11 | Kreispokal Meißen | Achtelfinale       | SV Wildenhain                    | 4:0       |
| 2010/11 | Kreispokal Meißen | Viertelfinale      | TSV 1862 Radeburg                | 2:3       |
| 2011/12 | Kreispokal Meißen | 1. Runde           | SV Baßlitz                       | 6:0       |
| 2011/12 | Kreispokal Meißen | 2. Runde           | LSV Barnitz                      | 6:7 n. E. |
| 2012/13 | Kreispokal Meißen | 1. Runde           | SpVgg Grün-Weiß Coswig           | 0:7       |
| 2013/14 | Kreispokal Meißen | 1. Runde           | TuS Weinböhla                    | 0:2       |
| 2014/15 | Kreispokal Meißen | 1. Runde           | SG Kreinitz                      | 1:5 n. V. |
| 2015/16 | Kreispokal Meißen | 1. Runde           | SG Kreinitz                      | 2:3       |
| 2016/17 | Kreispokal Meißen | Ausscheidungsrunde | SpG Weistropper SV / Klipphausen | 5:1       |
| 2016/17 | Kreispokal Meißen | 1. Runde           | SV Strehla II                    | 0:5       |
| 2017/18 | Kreispokal Meißen | Ausscheidungsrunde | SpG Weistropper SV / Klipphausen | 0:2       |
| 2018/19 | Kreispokal Meißen | 1. Runde           | SpG Weistropper SV / Klipphausen | 3:5 n. V. |
| 2019/20 | Kreispokal Meißen | 1. Runde           | SG Kreinitz                      | 0:8       |

| Saison  | Wettbewerb             | Runde              | Gegner                  | Ergebnis    |
| 2020/21 | kein Pokal ausgetragen |                    |                         |             |
| 2021/22 | Kreispokal Meißen      | 1. Runde           | Meißner SV 08 II        | 1:3         |
| 2022/23 | Kreispokal Meißen      | Ausscheidungsrunde | FSV Wacker Nünchritz    | 8:6 n. E.   |
| 2022/23 | Kreispokal Meißen      | 1. Runde           | SpG Radeburg/Tauscha 2. | 13:12 n. E. |
| 2022/23 | Kreispokal Meißen      | Achtelfinale       | BSG Stahl Riesa 2.      | 1:6         |
| 2023/24 | Kreispokal Meißen      | 1. Runde           | SG Kreinitz             | 0:10        |
| 2024/25 | Kreispokal Meißen      | Ausscheidungsrunde | SV Motor Sörnewitz 1.   | 5:3         |
| 2024/25 | Kreispokal Meißen      | 1. Runde           | SV Stauchitz 47 2.      | 28.09.24    |

Legende:
  Pokalsieger
Alle Ergebnisse aus der Sicht von Lok Nossen

### Kegeln
Die Abteilung Kegeln blickt auf eine interessante Geschichte zurück. Seit dem Zweiten Weltkrieg hat sie viele Veränderungen erfahren. Nach der Gründung am 20. Mai 1949 in der Sportgruppe Nossen spielte man viele Jahre im Gasthof Eula. Ab 1950 traten zwei Männer-Mannschaften auf Bezirks- und Landesebene und eine Frauen-Mannschaft Kegeln auf Kreisebene zu Wettkämpfen an.
In der Saison 1993/94 wechselte man die Heimbahn nach Lüttewitz im Kreis Döbeln. Die Kegelbahn im Gasthof Eula war in zu schlechtem Zustand um auf ihr weiter Wettkämpfe auszutragen.
Am 24. April 1999 wurde die neue Bowling- und Kegelbahn in der Nähe des Nossener Volksbads eingeweiht. Die neue Anlage ermöglichte es, dass eine Jugend- und eine Frauen-Mannschaft aufgebaut werden konnten.

### Ski-Club

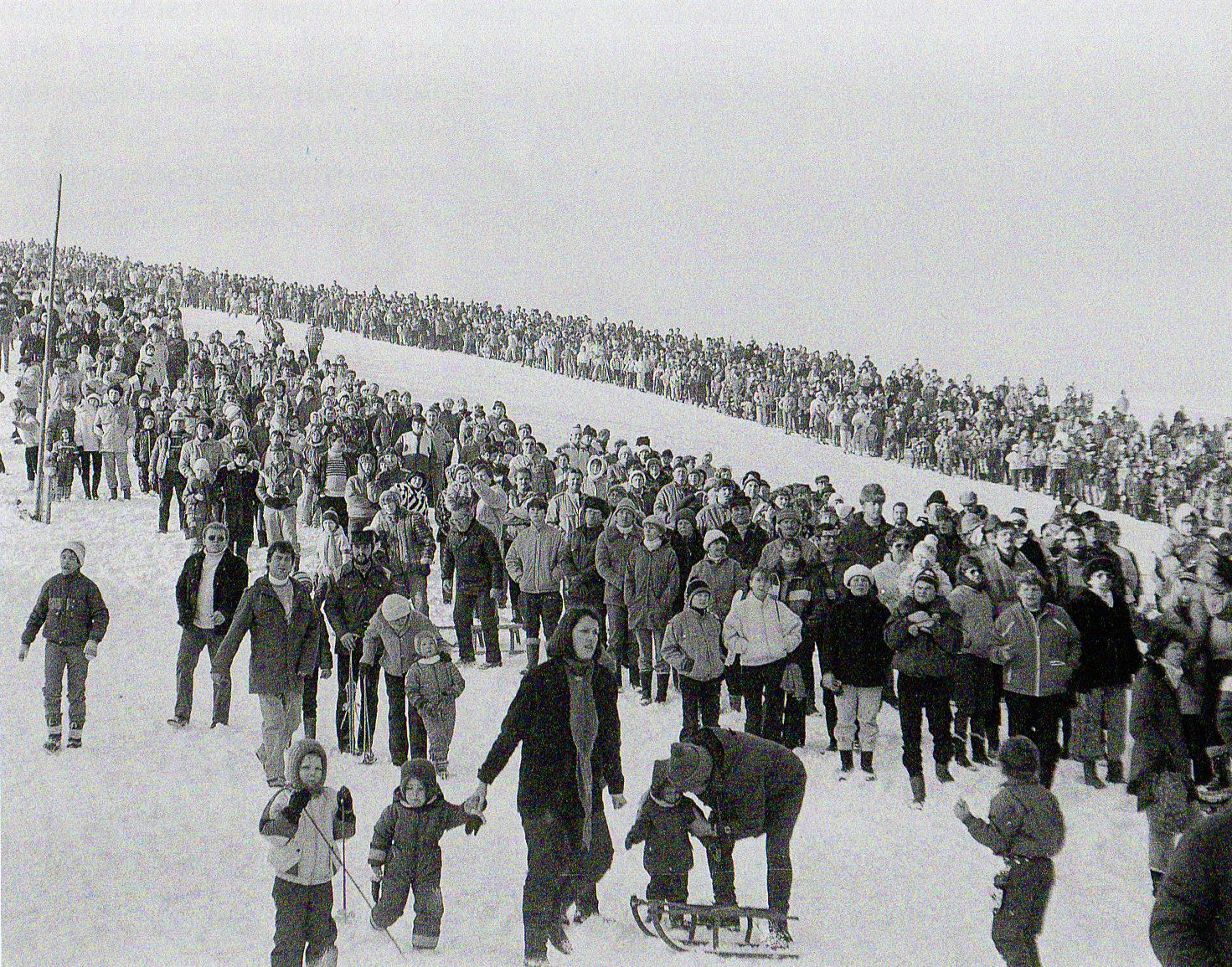
Skifasching in der Rodigt Schlucht – Zuschauerrekord 10.000

Die „alten Hasen“ überlieferten, dass bereits kurz nach den Weltkriegen Ski-Sport in Nossen betrieben wurde. (Mit 210 bis 320 Metern über dem Meeresspiegel liegt Nossen am Fuße des Erzgebirges.) Zu dieser Zeit wurden bereits Ausflüge ins Gebirge unternommen. Skisport gehörte damals zum Unterricht an den Schulen und es fanden regionale Wettkämpfe statt.
In den 1970er Jahren vollzog sich eine rasche Entwicklung im Skisport. Kunststoffski, Bindungen und Kanten wurden erfunden. Die allgemeine Begeisterung zum alpinen Skisport übertrug sich auch auf die Nossner Skisportler. Das Resultat war im Jahre 1979 die Gründung der Sektion Skilauf in der Betriebssportgemeinschaft Lokomotive Nossen. Parallel dazu erfolgte die Erschließung des Ski-Geländes in der Rodigtschlucht. Dazu gehörte die Stromversorgung, die Ski-Hangbeleuchtung und der Bau einer Skihütte.
Für die Wettkämpfe errichtete man eine lizenzierte Trickskischanze (seinerzeit die einzige der DDR, auf der Doppelsaltos zugelassen waren), eine Zeitmessanlage, die wir 2001 und 2005 mit digitaler Technik, Wettkampf-Software und Großanzeige erweiterten. 2004 wurde zudem ein kleiner Schlepplift gebaut.
Ebenso bestimmte die Sektion Nossen die Entwicklung der Ski-Akrobatik in der DDR wesentlich mit und richtete in dieser Disziplin Wettkämpfe aus. Neben Johanngeorgenstadt und Oberwiesenthal wird Nossen auch als Zentrum für Skiakrobatik gekürt. Die Sektion Ski veranstaltete 15 Stadt- und Kreismeisterschaften. Die ersten Erfolge ließen nicht lange auf sich warten.
- 92 Siege bei Kreis- und Stadtmeisterschaften
- 12 Siege bei Pokalspringen (mit internationaler Beteiligung und DDR-Bestenermittlung)
- 6 Siege bei alpinen Rennen (Deutschland, Österreich, Italien, Sachsen, Thüringen)

Erfolge gab es aber nicht nur im aktiven Wettkampfsport, auch für den Breiten- und Freizeitsport setzten sich die Sektionsmitglieder ein. Mit wachsender Beliebtheit fanden in den Jahren von 1979 bis 1987 sechs Skifaschings-Veranstaltungen statt. Durch immer attraktivere Programme wurden im Jahr 1987 sogar ca. 10.000 Zuschauer in die Rodigtschlucht gelockt.
Seit über 30 Jahren fahren organisierte Trainingsgruppen in europäische Hoch- und Mittelgebirge. Mit Öffnung der Grenzen erschlossen sich für die Sportler vom Nossener Ski Club weltweite Skiregionen (Alpen, Dolomiten, Rocky Mountains...), zu Trainings-, Ausbildungs-, Wettkampf- und Busreisen.
Natürlich kommt auch der Nachwuchs im Ski-Club nicht zu kurz. Aufwendig ausgebildete Skilehrer und Übungsleiter organisieren mit den jungen und junggebliebenen Sportlern ein vielseitiges und ganzjähriges Trainings- und SkiWettkampf-Programm. Ohne die langjährige Unterstützung von Sport Richter, (Pistenpflege, Schlepplifte in Holzhau) und Zusammenarbeit mit vielen Ski-Sportlern, Sportlern anderer Abteilungen und Ehrenamtlichen wären alle diese Erfolge nicht möglich.
Der organisierte alpine Skisport in Nossen hat nun schon eine über 25-jährige Tradition, die auch in den kommenden Jahren fortbestehen soll.

### Tischtennis
1955 wurde die Abteilung Tischtennis im Sportverein Lok Nossen gegründet. Zu Beginn mangelte es an Nachwuchs, weshalb alles wieder einschlief. Zurück ins Leben gerufen wurde die Tischtennisabteilung im Jahr 1978 von Annemarie Schnobl. Dabei gingen hauptsächlich Kinder und Jugendliche dieser Sportart nach. Mit der Eingemeindung von Deutschenbora wechselten die Tischtennisspieler von Traktor Deutschenbora in die Sektion Tischtennis des SV Lok Nossen. Damit spielten nun wieder Kinder, Jugendliche und Erwachsene in dieser Abteilung. Lok Nossen war nun auch im Tischtennis wieder am Wettkampfbetrieb des Kreises beteiligt. Mit dem Umzug in die Sporthalle der Grundschule verbesserten sich die Bedingungen für die Abteilung deutlich. Dennoch hielt sich der Zuspruch für diese Sportart in Grenzen. Durch Lehre und Studium gingen der Sektion mehrere Jugendliche verloren. Mit viel Einsatz und Herzblut hielt Annemarie Schnobl die Abteilung am Leben. Ihr ist es zu verdanken, dass die Abteilung einen der umkämpften Termine in der neuen Sporthalle des Gymnasiums erhielt. Die Bedingungen für Wettkampf und Training in der Sektion waren nun optimal und ebneten den Weg für eine positive Entwicklung der Sektion Tischtennis. Leider hat Annemarie Schnobl, aus von allen akzeptierten Gründen, das Amt des Abteilungsleiters Tischtennis abgegeben. Heute zählt die Abteilung 50 Mitglieder (Stand 2015), Tendenz steigend.

### Unihockey
Die Abteilung Unihockey wurde im Jahr 2015 gegründet. Unihockey bzw. Floorball wird schon seit einiger Zeit an der Dr. – Eberle – Schule in Nossen gespielt. Im Schulsport konnte die Schule schon zahlreiche Erfolge mit ihren Schülern feiern. Aus diesem Kreis hat sich eine weitere Abteilung im Sportverein entwickelt.

### Volleyball
Der Anfang des Volleyballs in Nossen geht zurück bis in die 1960er Jahre. Unter DCA (Dorfclub Augustusberg) nahm man sehr erfolgreich an volksportlichen Wettkämpfen teil. Aufgrund zunehmender Begeisterung integrierte man sich im Jahre 1973 in die Betriebssportgemeinschaft „LOKOMOTIVE“ Nossen als Sektion Volleyball. Ab diesem Zeitpunkt begann in Nossen das wettkampforientierte Volleyballspielen. Interessant war, dass es damals für diese Sportart gar keinen Vereinsstempel gab. Es wurde einfach im Schwimmstempel der Schriftzug Schwimmen handschriftlich mit Volleyball überschrieben.
Heute ist die Abteilung in zwei Bereiche aufgeteilt.
Zum einen der Frauenbereich. Er betreut den weiblichen und den männlichen Nachwuchs und nimmt an entsprechenden Wettkämpfen teil.
Zum anderen der Freizeitbereich. Hier werden alle angesprochen, die Spaß am Volleyball haben und sich körperlich fit halten wollen. Es wird gern mit Frauen-, Männer- und Mixmannschaften an Turnieren teilgenommen.

### Yoga
Mit der Wende 1989 kamen vermehrt auch die verschiedenen Strömungen an ostasiatischen Kampfsportarten und Heilmethoden ins Land und so auch das Hatha-Yoga. Nach 3 Jahren (6 Semester) Volkshochschule Meißen, gelang es den Teilnehmern dieser Lehrgänge einen Trainingsort im Gymnasium Nossen zu finden und nach Absprachen mit dem Vorstand des SV Lok Nossen e. V. die Genehmigung zur Gründung einer Yoga Abteilung zu erhalten.
Heute werden über 70 Teilnehmer von 7 Lizenzinhaberinnen (Übungsleiter) in 4 Gruppen wöchentlich betreut. Jährlich findet von der Yoga Abteilung ein Trainingslager in Werdau an der Sportschule statt.
Jahrelange Qualifizierung und ständige Weiterbildung garantieren einen guten Erfolg.

## Abteilungen (inaktiv)

### Schwimmverein / Wasserball

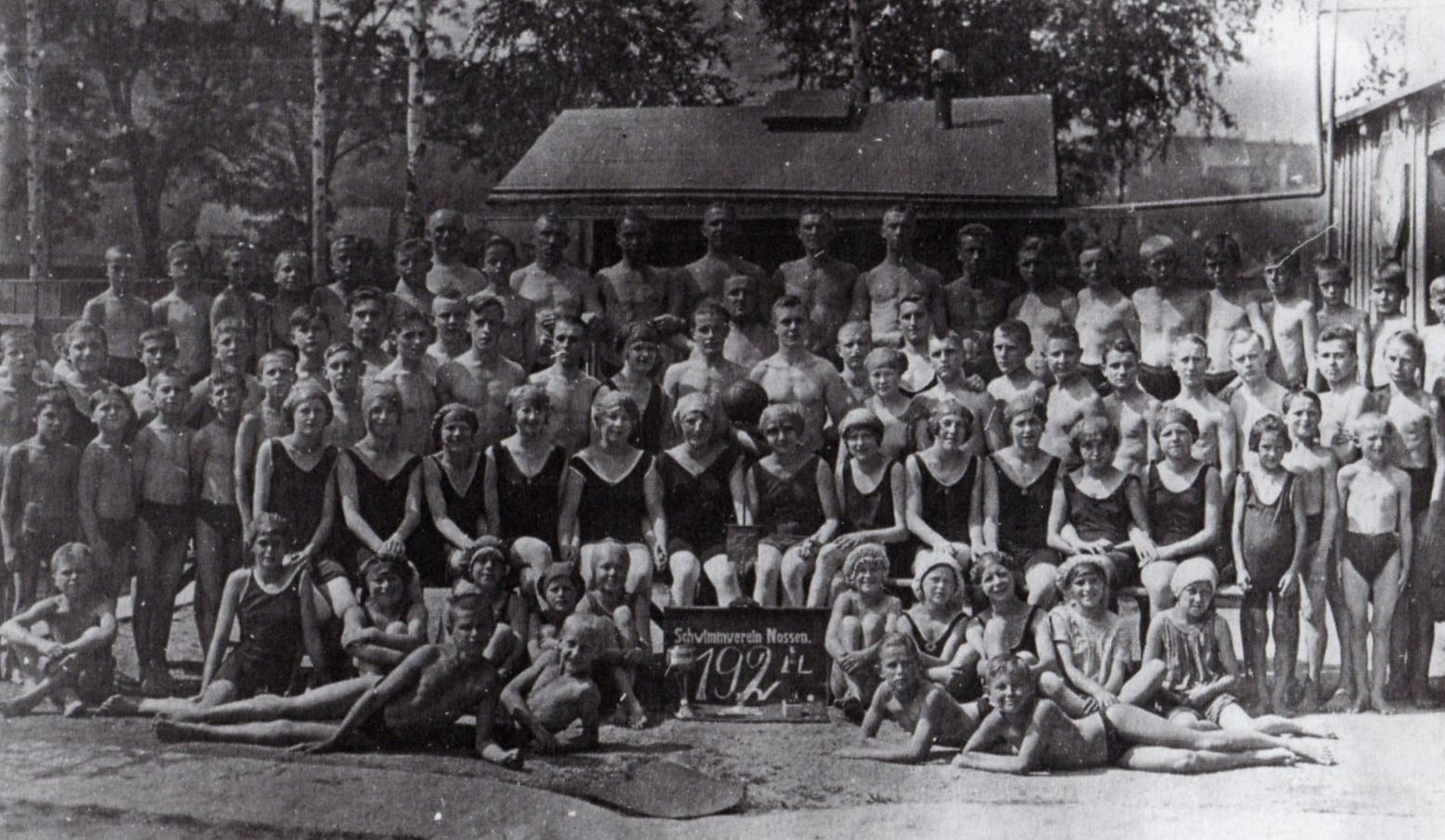
Schwimmverein Nossen 1924

Der wenige Tage nach der 1907 erfolgten Einweihung des Volksbades durch 25 Mitglieder gegründete „Schwimm Verein Nossen“ wurde schnell weit über die Stadtgrenzen hinaus bekannt. 1932, nach 25 Jahren, genoss er nicht nur im Kreis, sondern auch im Deutschen Schwimmverband einen guten Ruf, wurden doch bis dahin 552 Einzel- und 125 Staffelsiege durch seine Mitglieder errungen. Die Wasserballer konnten 1929 den Kreismeistertitel feiern. 

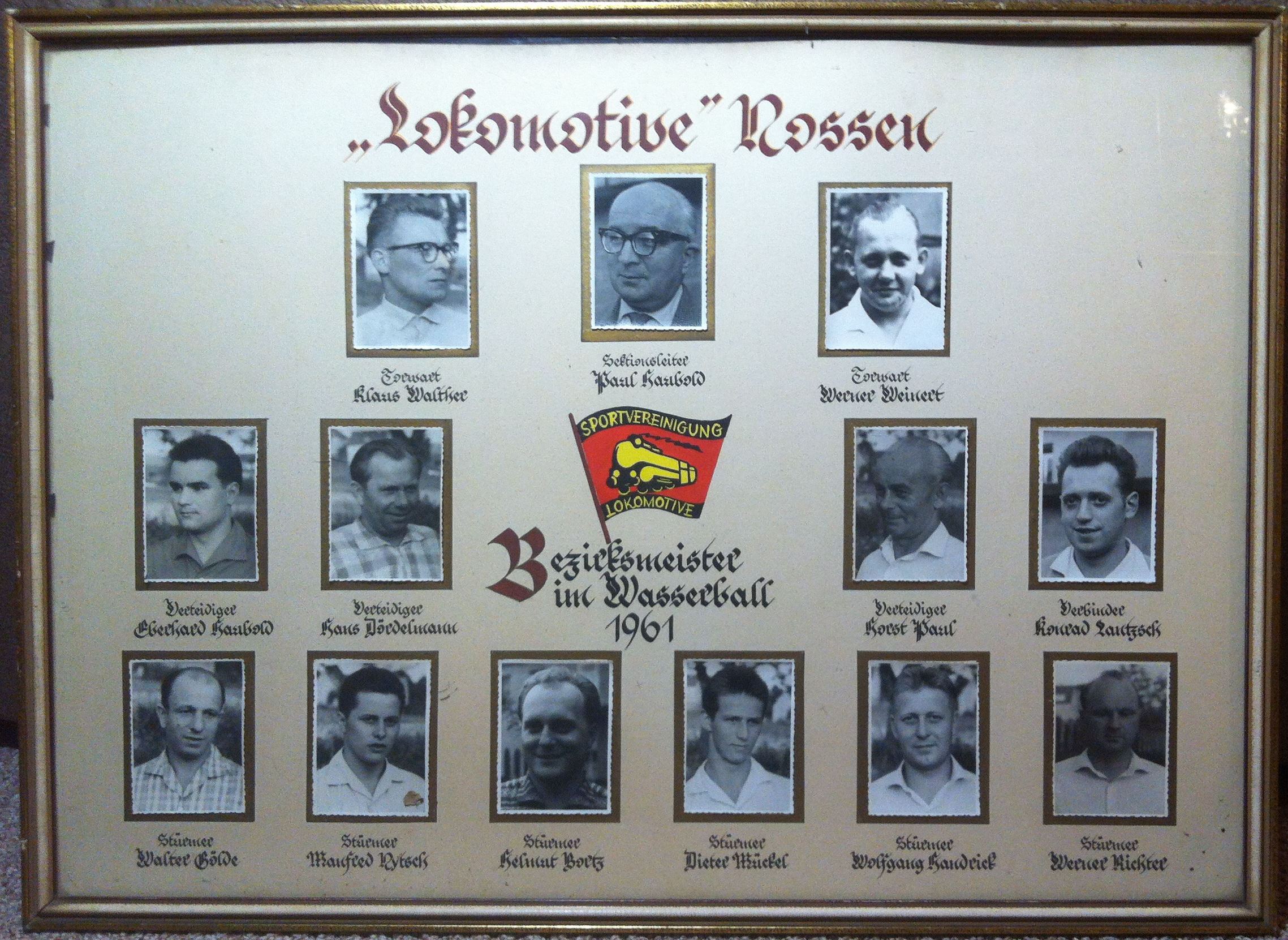
Bezirksmeistermannschaft 1961

Als Höhepunkte in der Vereinsarbeit kann man sicher das Erringen der Deutschen Meisterschaft (Weimar 1933) in der 4-mal-100-Meter-Herrenkraulstaffel, und in den Lagenstaffeln (Halberstadt 1936) bezeichnen. Einer der damaligen Teilnehmer war Horst Paul, der noch vielen Nossnern als 'Paul-Seppi' (Fuhrunternehmer, Bademeister und beliebter Schwimmlehrer) bekannt ist. Sein Bruder Hans schwamm noch mit über 90 Jahren aktiv und hielt bis zu seinem Tode die Weltrekorde über 50 Meter Brust und Freistil auf 25-Meter-Bahnen in seiner Altersklasse. Im August 1939, nur wenige Tage vor Kriegsbeginn, veranstaltete der Schwimmverein trotz zahlreichen Einberufungen noch einmal ein Schwimmfest mit befreundeten Vereinen. Nach dem Krieg konnte die Vereinsarbeit erst langsam wieder aufgenommen werden, da in der sowjetischen Besatzungszone nur wenige Organisationen zugelassen waren. Die Mitglieder des Schwimmvereins begannen 1947 wieder mit dem aktiven Training. Großes Augenmerk richteten die verantwortlichen auf die Jugendarbeit. Während der Saison wurde fast täglich Schwimmunterricht für Anfänger erteilt, nach 18:00 Uhr trainierten dann die Jugend, die Senioren und die Wasserballer. Bald stellten sich auch wieder erfolge ein, so bei Kreis- und Bezirksmeisterschaften. Der damals größte Arbeitgeber der Stadt, die Reichsbahn, übernahm bald darauf die Patenschaft über den Sport, und so schlossen sich auch die Schwimmer der Betriebssportgemeinschaft (BSG) Lokomotive Nossen an. 1961 erringt die Wasserball Männermannschaft den Bezirksmeistertitel. Die Spiele der Nossner Mannschaft zogen zahlreiche Zuschauer in das Volksbad. Da der Trainingsbetrieb in Nossen nur im Sommer möglich war, bemühte sich der damalige Sektionsleiter Paul Haubold aufopferungsvoll – aber leider vergeblich – um die Errichtung eines Hallenbades.

## Muldentalsportplatz

### Hochwasser 2002 und Neubau

Muldentalsportplatz um 1929

Im August 2002 ereignete sich eine Naturkatastrophe, die oft als Jahrhunderthochwasser bezeichnet wird. Durch tagelange Regenfälle gerieten Flüsse über ihre Ufer, so auch die Freiberger Mulde, die durch Nossen führt. Das Ereignis hinterließ in Nossen schwere Schäden an Gebäuden, an der Infrastruktur und zerstörte auch den Muldentalsportplatz. Die zwei Plätze sowie die Funktionsgebäude wurden so sehr in Mitleidenschaft gezogen, dass eine schnelle Sanierung unmöglich war. Die Mannschaften der Abteilung Fußball gastierten bei benachbarten Vereinen und konnten dadurch ihren Trainings- und Spielbetrieb aufrechterhalten. Der Neubau der 1,5 Mio. Euro teuren Sportanlage wurde durch Fördermittel, großes Engagement der Nossner Sportler, Bürger und Firmen in die heutige Form umgesetzt. Die finanziellen Mittel kamen vom Freistaat, aus Spenden und von der Stadt Nossen. Unter Auflagen des Hochwasserschutzes entstand ein Rasenplatz, der mit einer Tartanbahn umrandet ist. Parallel zum Spielfeld wurde eine Zuschauertribüne errichtet, die 150 Sitzplätze umfasst. Durch die zusätzliche Weitsprung- und Kugelstoßanlage wird der Sportplatz gern von den ansässigen Schulen genutzt, um die Schüler im Bereich Leichtathletik zu unterrichten. Das Funktionsgebäude wurde komplett entkernt und von Grund auf neu saniert. So entstanden moderne, geräumige Umkleidekabinen für die Mannschaften und Schiedsrichter. Von den Umkleidekabinen getrennt entstand eine kleine Gaststätte, die die Zuschauer zu Spieltagen versorgt und im Innenbereich 35 Gästen Platz bietet. Der Hochwasserschutz der Gebäude und des Rasenplatzes wird durch einen umlaufenden Schutzwall sichergestellt. Außerhalb des Stadions entstand ein Hartplatz, der zu Trainingszwecken und bei schlechten Wetterverhältnissen zur Entlastung des Rasenplatzes dient. Dieser Platz ist zudem mit Flutlicht ausgestattet, sodass der Trainingsbetrieb in den dunklen Monaten gewährleistet ist. Die Anlage wurde am 29. April 2004 in einer Feierstunde eröffnet. Um die Zufahrtsstraße und die Parksituation vor dem Sportplatz zu entlasten, errichtete man linksmuldig einen Parkplatz. Dieser bietet ausreichend Parkmöglichkeiten und die Anlage ist über die im Frühjahr 2005 neuentstandene Muldenbrücke zu Fuß zu erreichen.
Die moderne Anlage wird nicht nur vom SV Lok Nossen genutzt. Profivereine, wie die SG Dynamo Dresden, der Chemnitzer FC oder der Hallescher FC, nutzten den Muldentalsportplatz ebenfalls für Trainingslager und Vorbereitungsspiele.

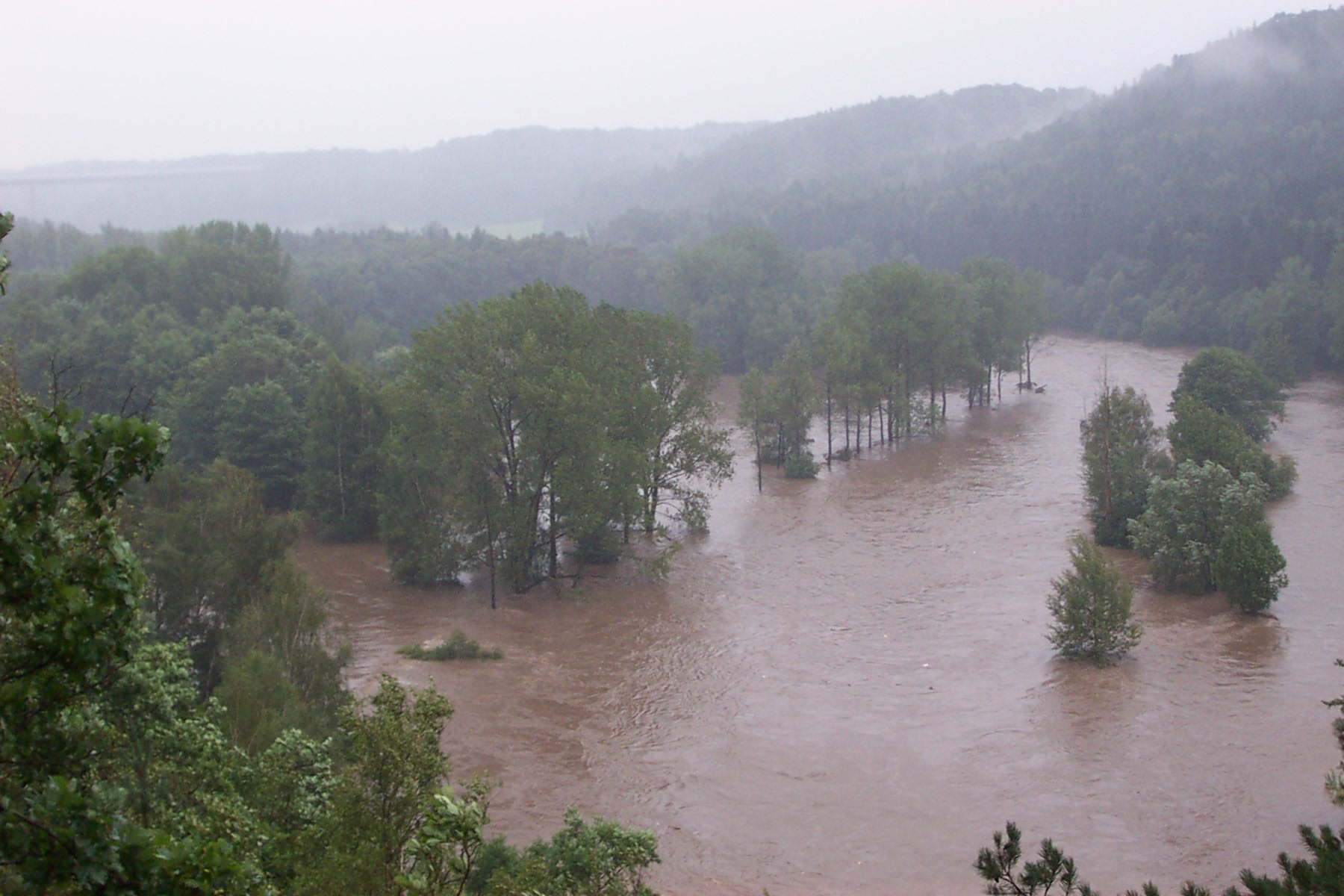
13. August 2002
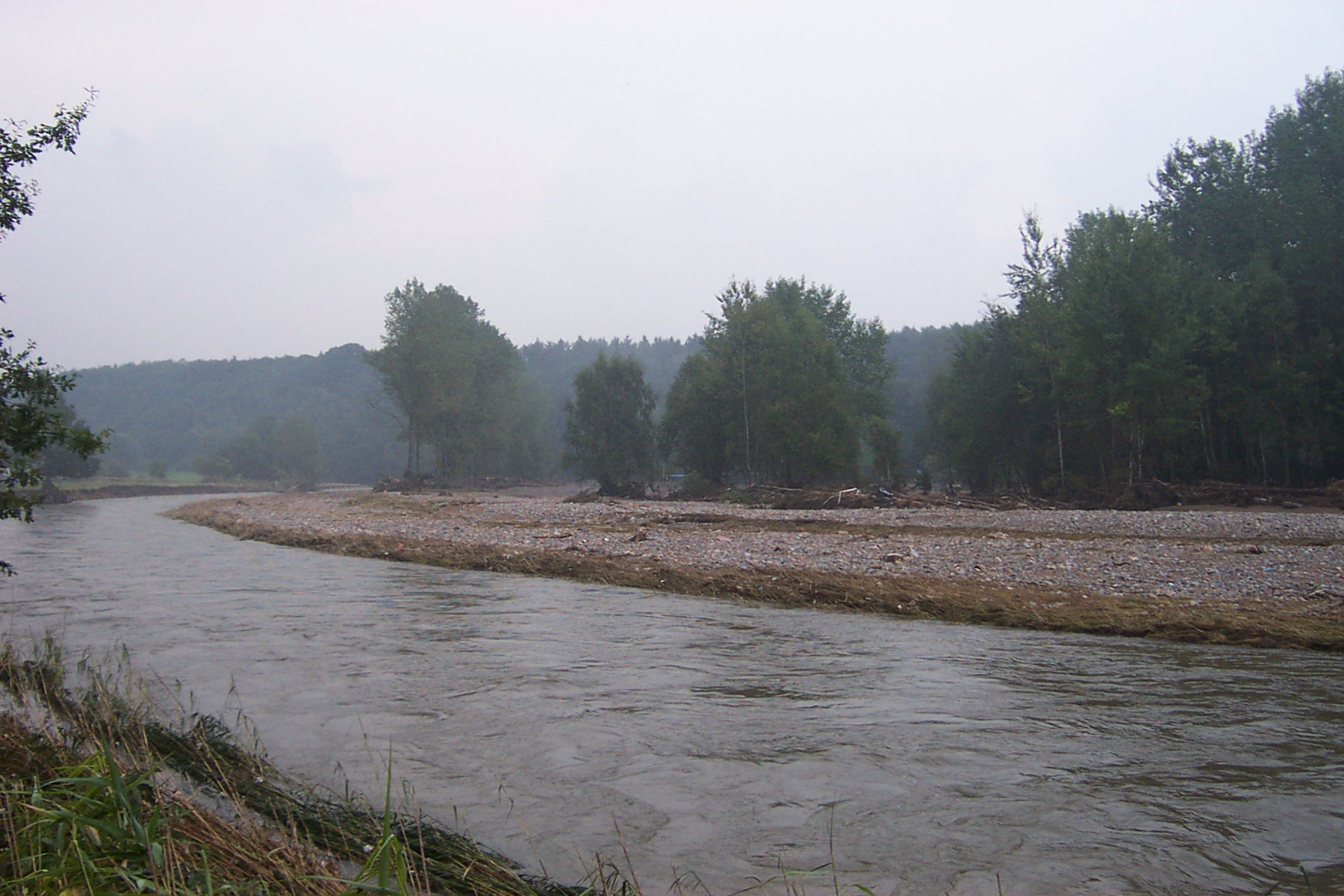
17. August 2002
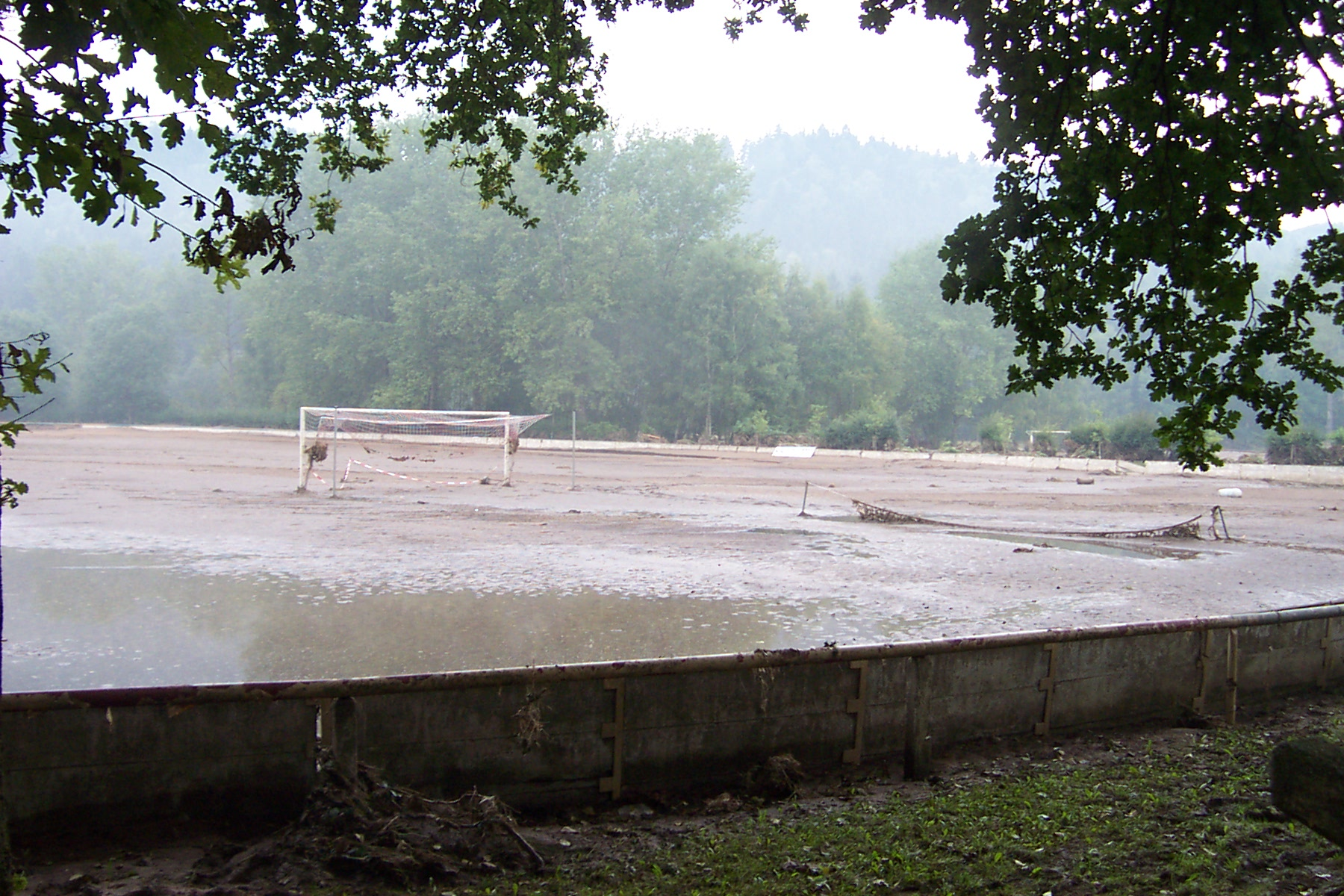
17. August 2002
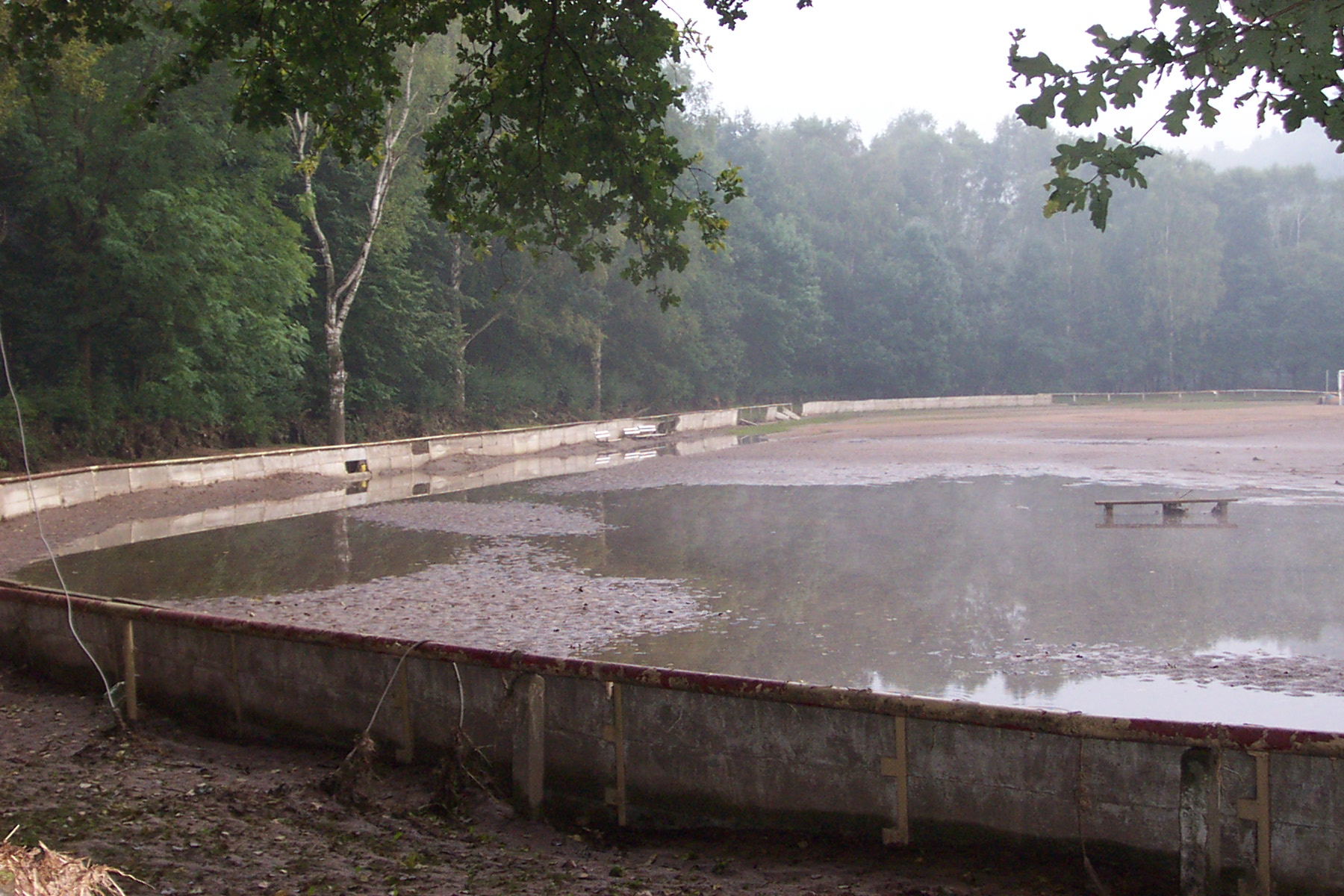
17. August 2002

### Hochwasser 2013
Anfang Juni 2013 trat die Freiberger Mulde erneut über ihre Ufer. Der Pegel erreichte aber nicht den Stand von 2002. Die Hochwasserschutzvorrichtungen, die bei dem Neubau errichtet wurden, sowie Sofortmaßnahmen, hielten Stand und konnten schlimmere Schäden verhindern.
Dennoch stand im Funktionsgebäude das Wasser ca. 20 cm hoch, sodass eine Renovierung aller Räumlichkeiten unumgänglich war. Der außerhalb des Walls liegende Hartplatz war den Fluten schutzlos ausgesetzt und wurde vollständig mit Schlamm überzogen.
Wieder waren Fördermittel und Fleiß der Sportler, Bürger und Firmen aus Nossen notwendig, um den Muldentalsportplatz seinen vorherigen Glanz zu verleihen.

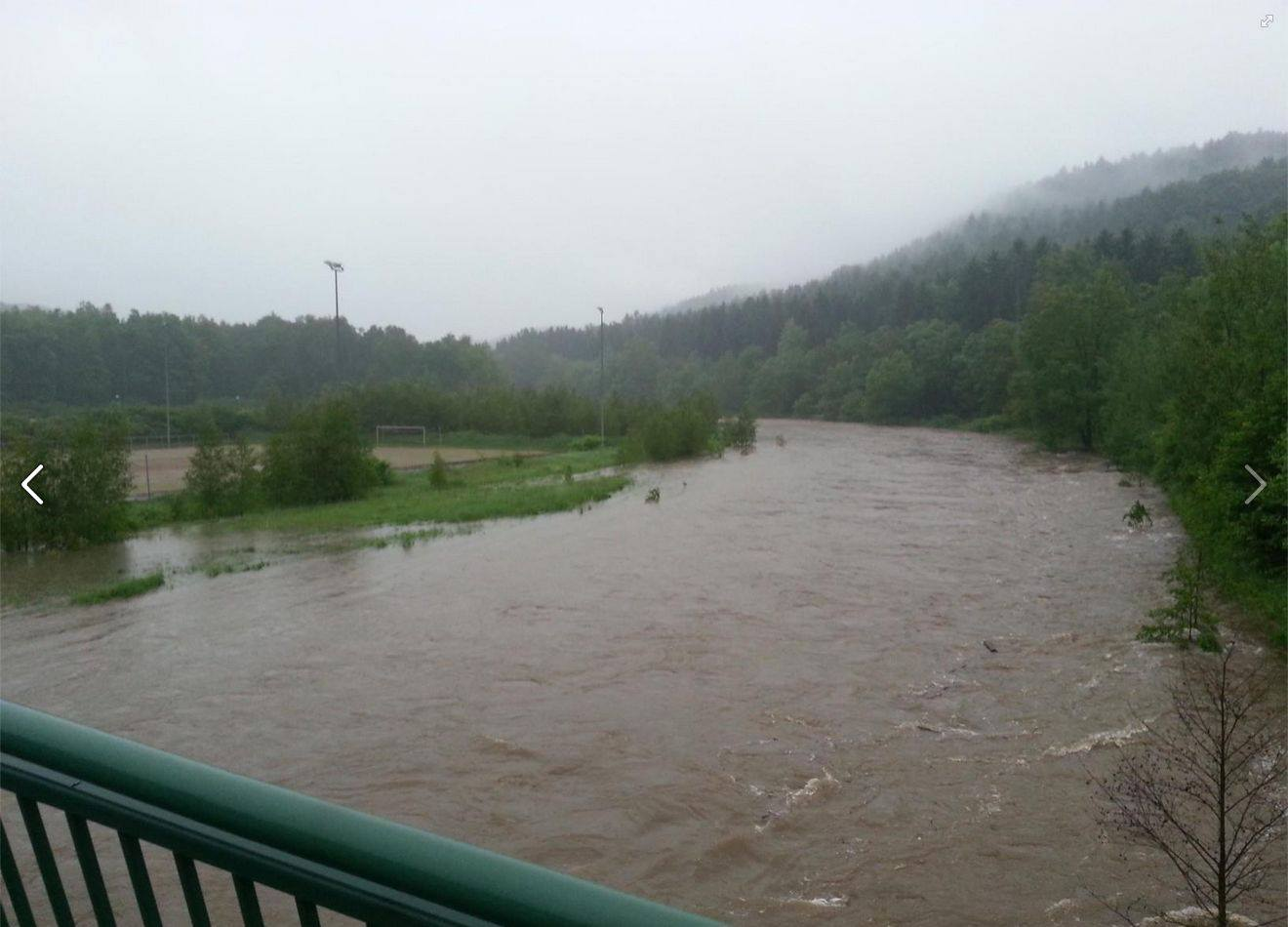
2. Juni 2013 Abend
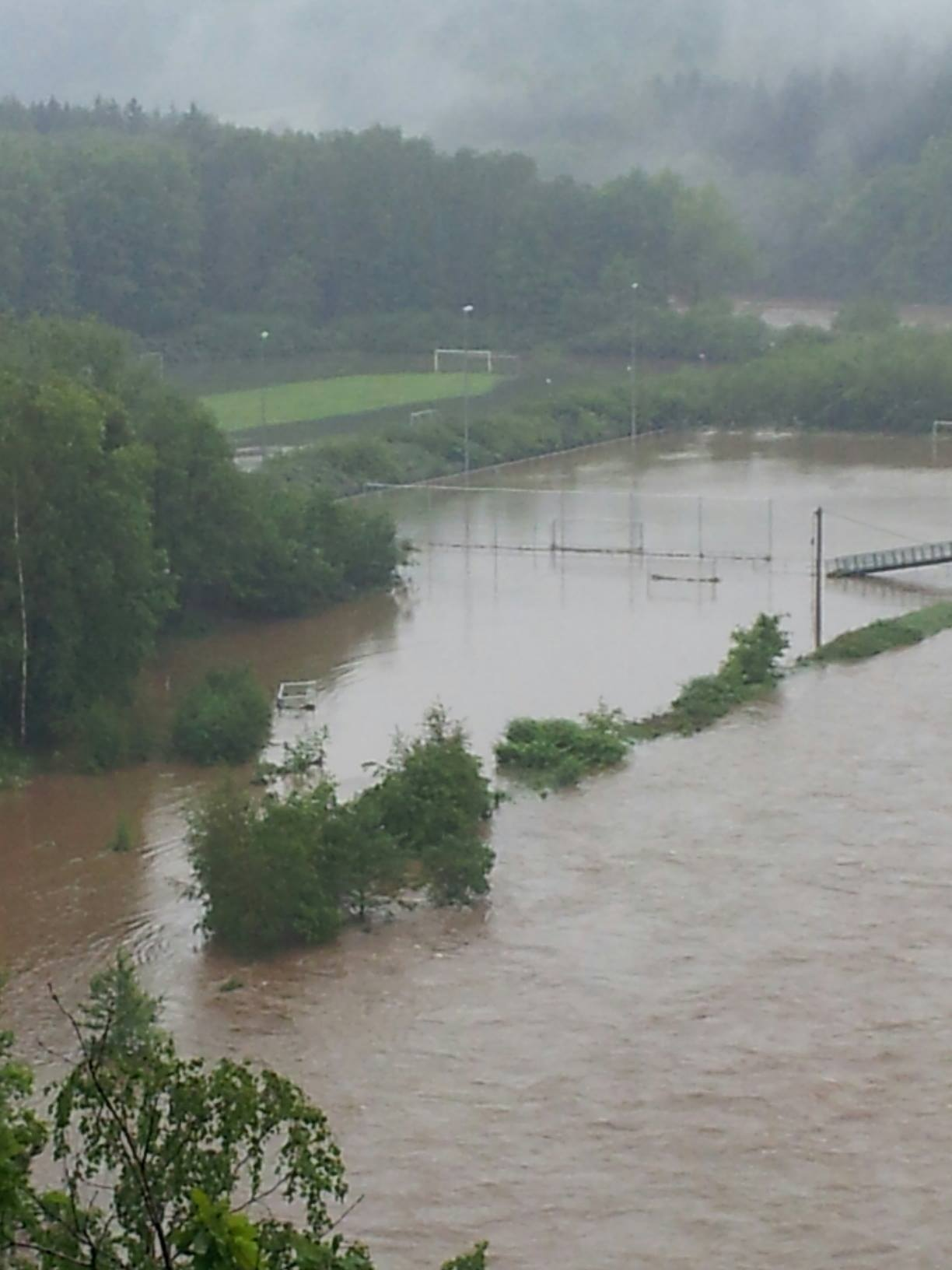
3. Juni 2013 Vormittag
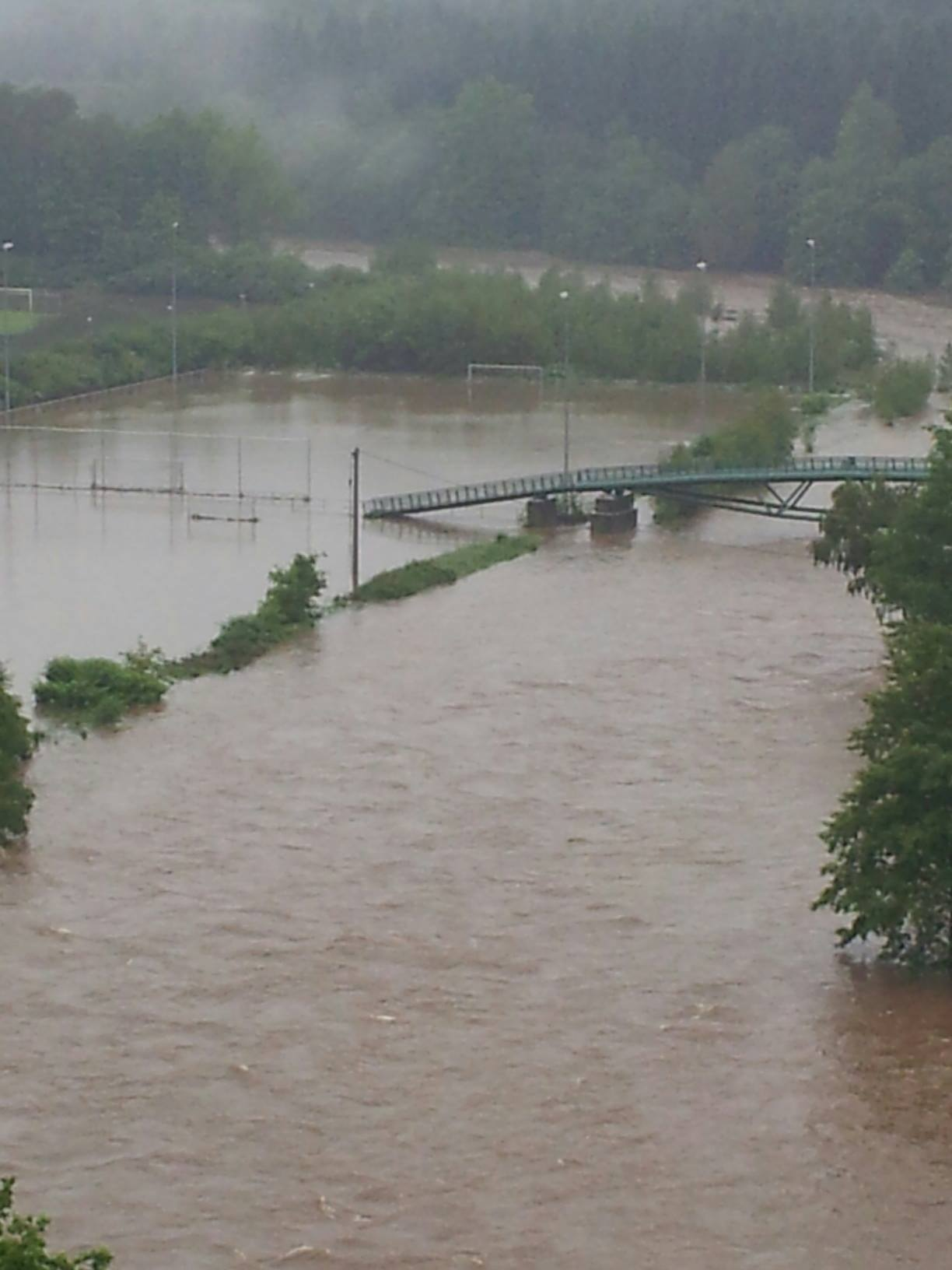
3. Juni 2013 Vormittag
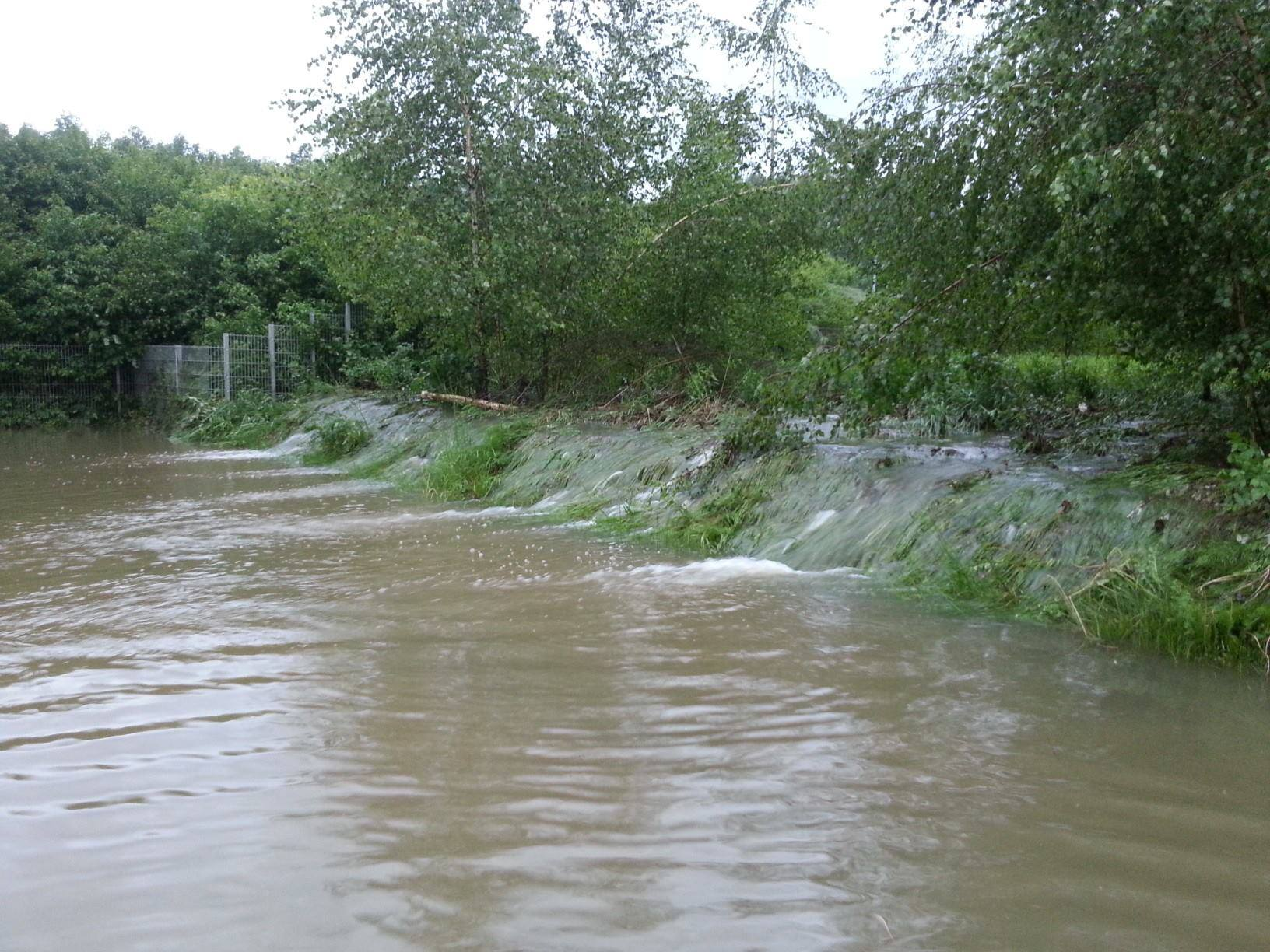
3. Juni 2013 Abend
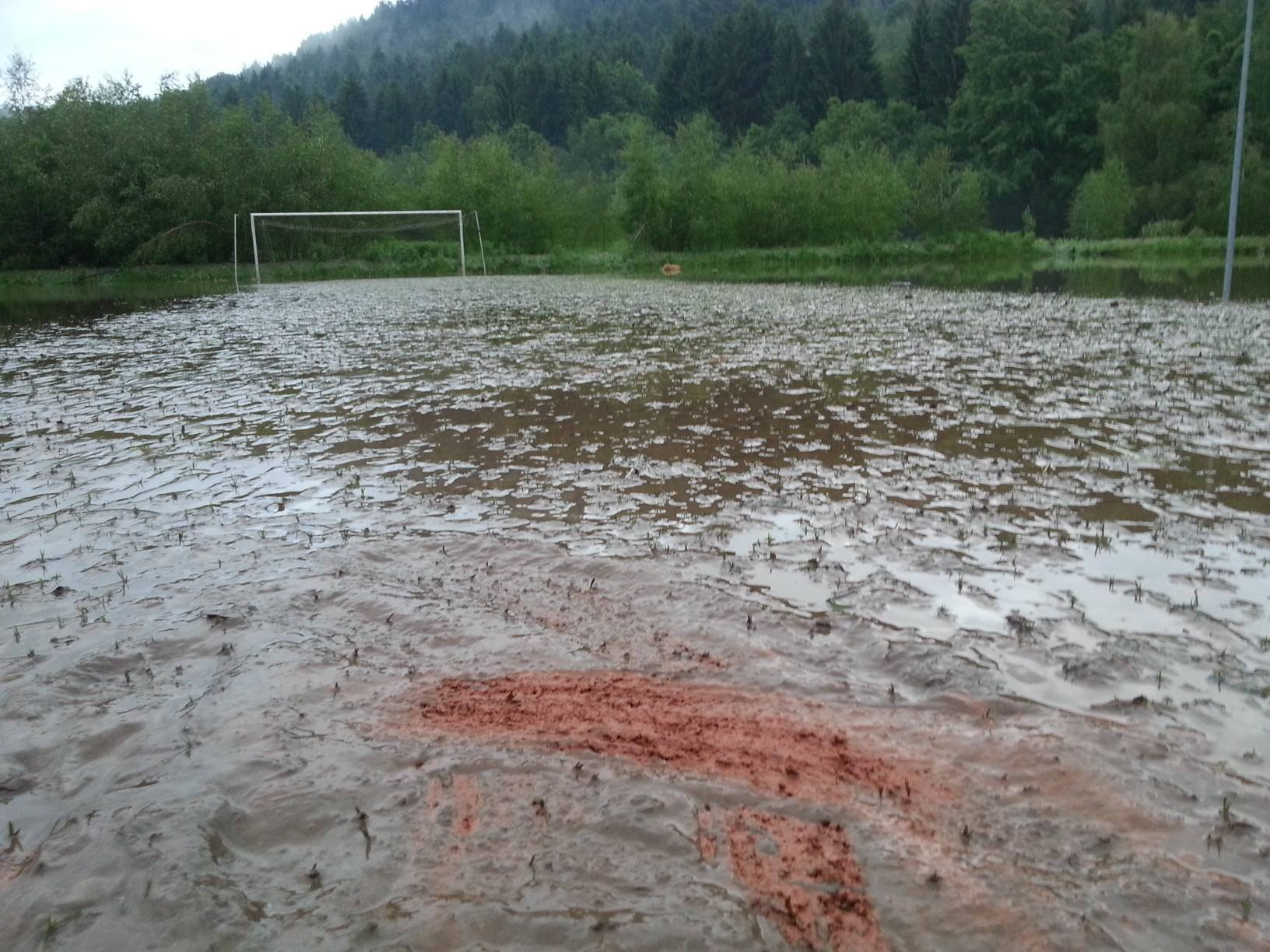
3. Juni 2013 Abend
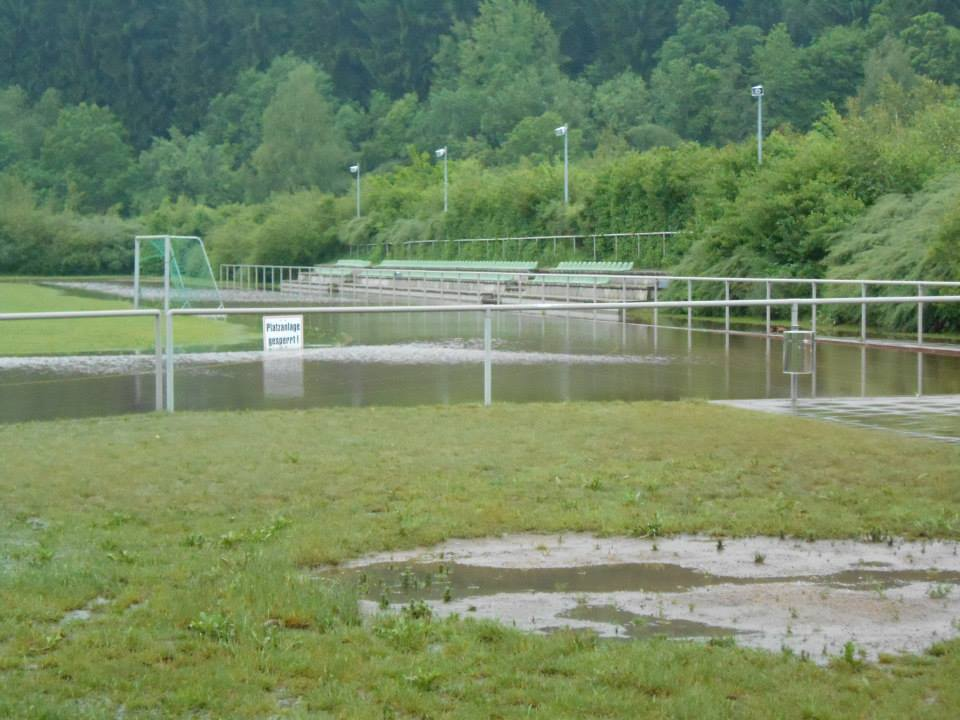
4. Juni 2013 Vormittag

## Personen von besonderer Bedeutung
- Markus Schubert, Nachwuchsspieler aus der Abteilung Fußball, Spieler bei Dynamo Dresden, Juniorennationalspieler